# Válka v Iráku
Válka v Iráku (20. březen 2003 – 15. prosinec 2011), někdy označovaná jako druhá válka v Zálivu je označení pro konflikt, který zahájil vpád vojsk skupiny států vedených USA do Iráku v roce 2003 a skončil 15. prosince 2011, kdy v Bagdádu ministr obrany Spojených států amerických Leon Panetta oficiálně ukončil vojenské operace. Koalice vedená Spojenými státy svrhla diktátorský režim Saddáma Husajna, zahájila okupaci Iráku, což vedlo k asymetrickému konfliktu se skupinami, které se po zhroucení státu a faktickém zničení armády odmítly vzdát ozbrojeného odporu, ale i k rozpoutání občanské války mezi šíity a sunnity.

## Pozadí

### Podpora terorismu a ZHN
Informace o iráckých zbraních hromadného ničení, které posloužily k ospravedlnění invaze do Iráku byly později často označované za nepravdivé. Toto tvrzení však později vyvrátilo odtajnění operace Avarice[zdroj?]. Zbraně pocházejí z blízkosti Amarah, města nedaleko Íránu. Nebylo však jasné, zda byly rakety vyzvednuty z bývalého předsunutého zničeného palebného stanoviště používaného iráckou armádou během íránsko-irácké války 1980 až 1988, nebo z jednoho z muničních skladů v okolí města. 
V roce 2015 byly odtajněny dokumenty CIA, podle kterých v roce 2005 proběhla operace Avarice, během které USA pomocí iráckého prostředníka větší množství zbraní hromadného ničení vykoupily. Podle těchto materiálů sloužilo předčasné popření existence těchto zbraní v Iráku k možnosti úspěšně výkup dokončit (probíhal po menších částech delší dobu a CIA neměla možnost ho nijak urychlit) a získané zbraně byly označeny v některých případech za velmi kvalitní.
Spojení mezi Irákem a teroristickými útoky 11. září 2001, jeden z hlavních impulzů invaze do Iráku v roce 2003, nebylo nikdy prokázáno. Všichni útočníci pocházeli ze zemí, s nimiž udržovaly Spojené státy dobré vztahy, jako Saúdská Arábie. Nebylo dokázáno, že by Irák podporoval Al-Káidu. (Saddám Husajn však podporoval palestinský boj proti Izraeli a vyplácel posmrtné prémie v částce 25 000 dolarů rodinám palestinských sebevražedných atentátníků.)
Autor knihy o Husajnově vztahu k islámu v letech 1968 až 2003 prof. dr. Amatzia Baram, emeritní profesor na Katedře dějin Středního východu a ředitel centra pro Irák studia na univerzitě v Haifě, uvádí, že po prohrané válce v zálivu, kdy byla zničena většina armády Iráku, se Saddám Husajn rozhodl k teroristické válce a začal podporovat saláfismus, tedy rigidní větev islámu, k níž se hlásí Islámský stát. Dokonce napsal, že Abú Bakr al-Bagdádí je „Saddámův výtvor“.

### 1990–1991: Válka v Zálivu
Irácká invaze do Kuvajtu, která proběhla 2. srpna 1990, se setkala s mezinárodním odsouzením a vyústila v první válku v Zálivu. V roce 1991 Irák zaútočil na Izrael a vypálil na něj 39 raket Scud. Zemřeli dva lidé a přes 300 jich bylo raněno. Vysocí důstojníci Spojených států uvedli, že Saddám Husajn má kapacity k odpálení raket Scud s chemickými hlavicemi proti Izraeli. Saddám Husajn předpokládal, že Izrael vojensky zareaguje a to by mohlo vést k rozbití koalice mezi arabskými státy a západními zeměmi.

### 1991–2003: Bezletové zóny
V Irácko-íránské válce 1980–88 podporovaly západní země vojensky i politicky Irák, ale po vypuknutí války v Zálivu se vzájemné vztahy zhoršily.
Před invazí 2003 byly Spojené státy, Spojené království a Francie s Irákem v konfliktu nízké intenzity kvůli vynucování bezletových zón na jihu a severu země. Tyto zóny byly vytvořeny po válce v Zálivu. Irácká protiletadlová obrana opakovaně zaměřovala americká a britská letadla, a to často vedlo k odvetným útokům.
Přibližně devět měsíců po útocích z 11. září zahájily Spojené státy operaci Southern Focus, jejímž cílem bylo zvýšení počtu hlídkových letů a útoky na cíle v bezletových zónách, které měly oslabit velitelskou strukturu Iráku. Váha svržených bomb se z nuly[zdroj?] v březnu 2002 a 0,3 v dubnu 2002 zvýšila na 8 až 14 tun v květnu až srpnu a předválečného vrcholu dosáhla v září 2002, kdy bylo svrženo 54,6 tun bomb.

### 2002: Krize s odzbrojením

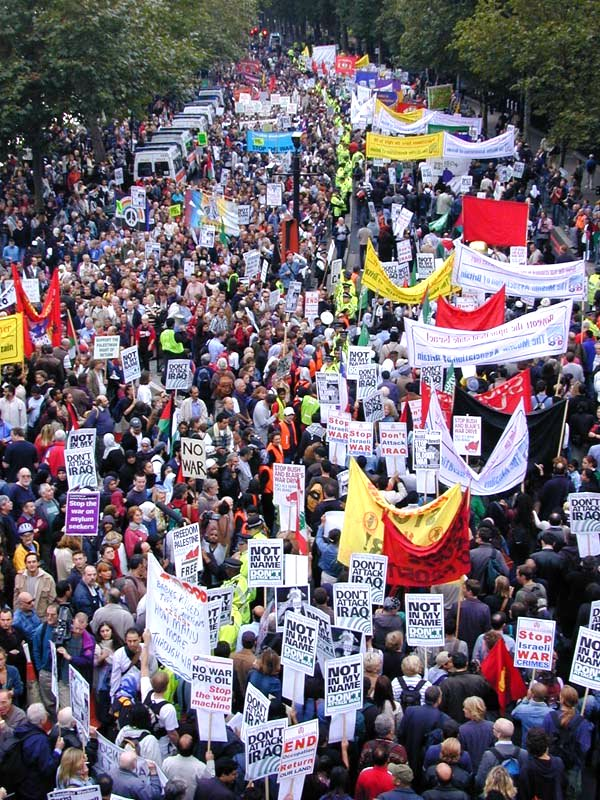
Protesty v Londýně v září 2002 proti invazi do Iráku

Problém odzbrojení Iráku přerostl v krizi v průběhu roku 2002, když prezident Spojených států amerických George W. Bush začal požadovat, aby Irák ukončil produkci zbraní hromadného ničení a splnil rezoluce Rady bezpečnosti OSN, které zbrojním inspektorům garantovaly neomezený přístup do míst, kde mohla být umístěna zařízení pro výrobu zbraní hromadného ničení. Iráku bylo po Válce v Zálivu rezolucemi Rady bezpečnosti OSN zakázáno tyto zbraně vlastnit. Rezoluce také vyžadovaly, aby Irák dovolil inspekce, které měly prokázat, zda jsou rezoluce plněny. Prezident Clinton i Bush opakovaně hrozili úderem, pokud se Irák nepodvolí rezolucím a nevpustí do země inspektory nebo jim neumožní návrat a nevydá jim požadované seznamy zbraní hromadného ničení, které jim odmítl vydat, údajně z důvodu národní bezpečnosti. Bagdád ukončil spolupráci s inspektory OSN 31. října 2002.
Podle pozdější „nebývale kritické“ zprávy vyšetřovací komise britské tajné služby MI6 byl informátor, který dodával informace o zbraních hromadného ničení, patologický lhář a inspirací popisu těchto zbraní byl americký film Skála. Premiéra Tonyho Blaira však o tomto tajná služba neinformovala.

### Začátek roku 2003: Poslední diplomatické pokusy před vojenským řešením

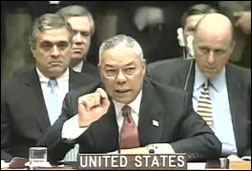
Colin Powell v roce 2003, kdy mluvil na půdě OSN o nebezpečí plynoucím z Iráku

Na začátku roku 2003 navrhly Spojené státy, Spojené království a Španělsko další rezoluci, která určovala Iráku termín, do kterého měl splnit předchozí rezoluce, jinak by se vystavil riziku vojenské akce. Tato rezoluce byla ale stažena, neboť nezískala dostatečnou podporu. Francie, Německo a Rusko se postavily proti vojenskému útoku a prosazovaly diplomatické řešení. Dne 18. ledna 2003 vyšla zpráva, že brigádní generál Petr Pavel odletí nejbližší možný termín na velitelství USCENTCOM na Floridě, kde se případná akce plánuje. Dne 20. ledna 2003 prohlásil francouzský ministr zahraničí Dominique de Villepin: „Jsme přesvědčeni, že vojenská intervence by byla nejhorším řešením.“
V lednu 2003 vystoupil George W. Bush s projevem, ve kterém sdělil, že Saddám Husajn důvěryhodně nevysvětlil, kde jsou jedovaté plyny, smrtící látky a bojové hlavice. Zpravodajské zdroje prokázaly, že tisíce pracovníků iráckých bezpečnostních služeb před inspektory skrývá dokumenty a materiály, čistí místa inspekcí a monitoruje inspektory samotné. Iráčtí důstojníci doprovázejí inspektory, aby zastrašili svědky. Irák blokuje OSN požadované lety výzvědných letadel, zpravodajští důstojníci vystupují jako vědci a skuteční vědci jsou vedeni k tomu, co mají říkat, pod hrozbou smrti jim a jejich rodinám.
Již na začátku roku 2003 USA rozmístili své jednotky v oblasti Perského zálivu poté, co byla všemi stálými členy RB OSN na podzim předcházejícího roku schválena rezoluce č. 1441, která varovala Husajna, aby odzbrojil, pod pohrůžkou následné akce ze strany mezinárodního společenství. V únoru 2003 vystoupil v OSN za Spojené státy Colin Powell s důležitým projevem, ve kterém mimo jiné za pomoci mnoha satelitních fotografií a obrázků vypovídal o zbraních hromadného ničení, které Saddám Husajn doposud má, nebezpečnosti jeho setrvání u moci a hrozbě, kterou pro Spojené státy a každou demokratickou zemi představuje; též o spojitosti Husajna s Al-Káidou, která údajně v Iráku operuje, financování těchto a ostatních teroristických skupin, jejich vybavení, zázemí a odhodlanost s použitím teroru zaútočit v demokratickém světě. Powellův projev obhajující Bushovu doktrínu preventivního úderu byl v Americe přijat s velkým nadšením,[zdroj?] ale s určitou skepsí v Evropě. Jedním ze zdrojů pro detaily Powellova projevu o zbraních hromadného ničení, které americká administrativa přijala, byl irácký informátor západních rozvědek, irácký vědec Rafíd Džanábí. O 8 let později Rafíd Džanábí řekl, že si vše vymyslel ve snaze zbavit Irák Husajna a přinést do země demokratický režim.
Podle průzkumů veřejného mínění v březnu 2003 podporovalo invazi do Iráku 76 % Američanů a 54 % Britů.
V březnu 2003 oznámily Spojené státy, že „diplomacie selhala“ a bude spolu s „koalicí ochotných“ pokračovat ve snaze zbavit Irák zbraní hromadného ničení vojenskými prostředky. Dne 18. března 2003 dal George W. Bush Saddámu Husajnovi poslední šanci. Pokud do 48 hodin opustí Irák, k invazi nedojde. Podle Bushe šlo o jedinou šanci, jak zabránit použití zbraní hromadného ničení. Husajn to však odmítl. Ultimátum vypršelo 20. března ve 2 hodiny ráno. Již předtím začaly americké jednotky v severním Kuvajtu odstraňovat pohraniční plot v přípravě na útok.

## Invaze

### Březen 2003: Průběh invaze

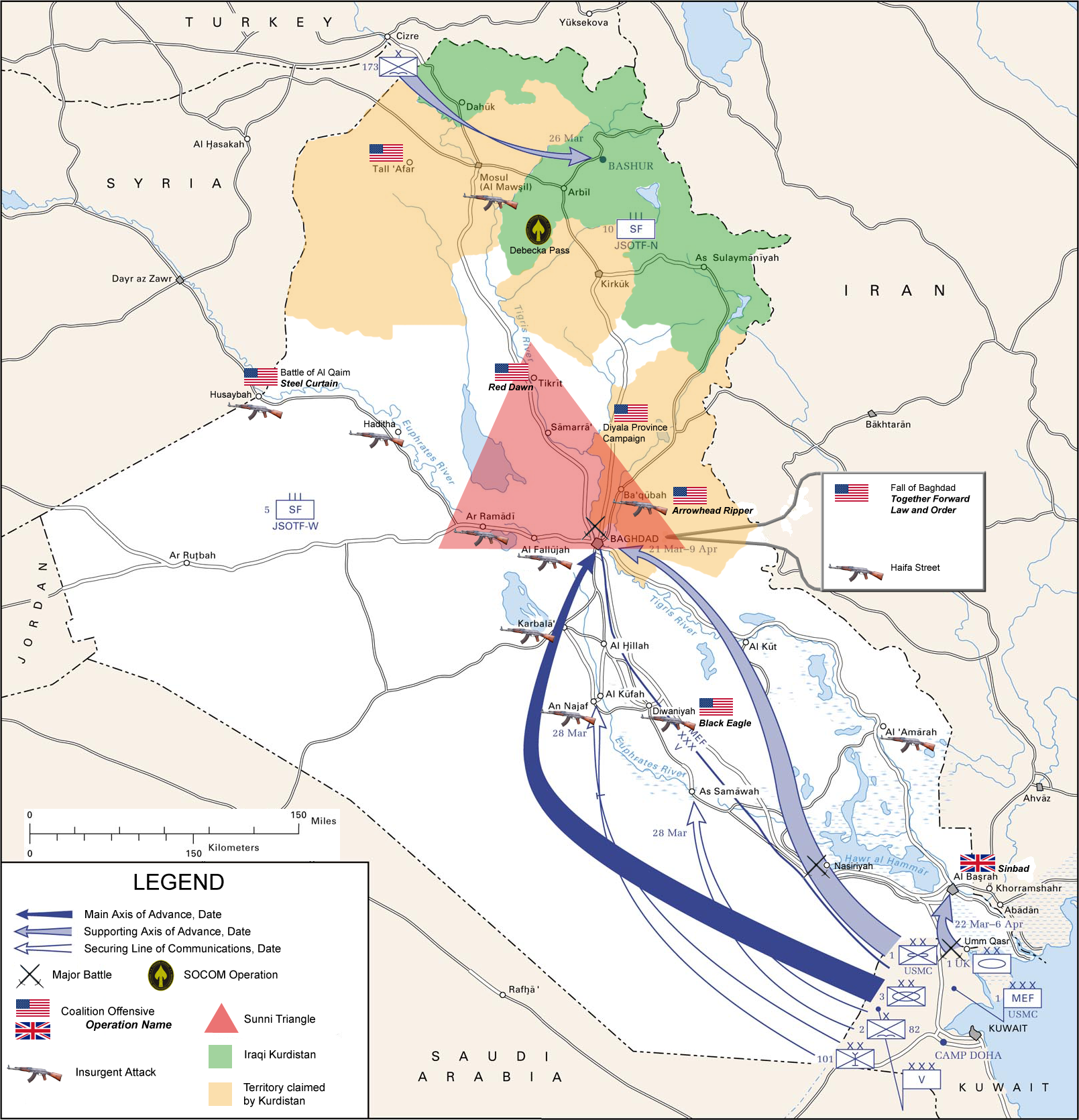
Mapa invaze

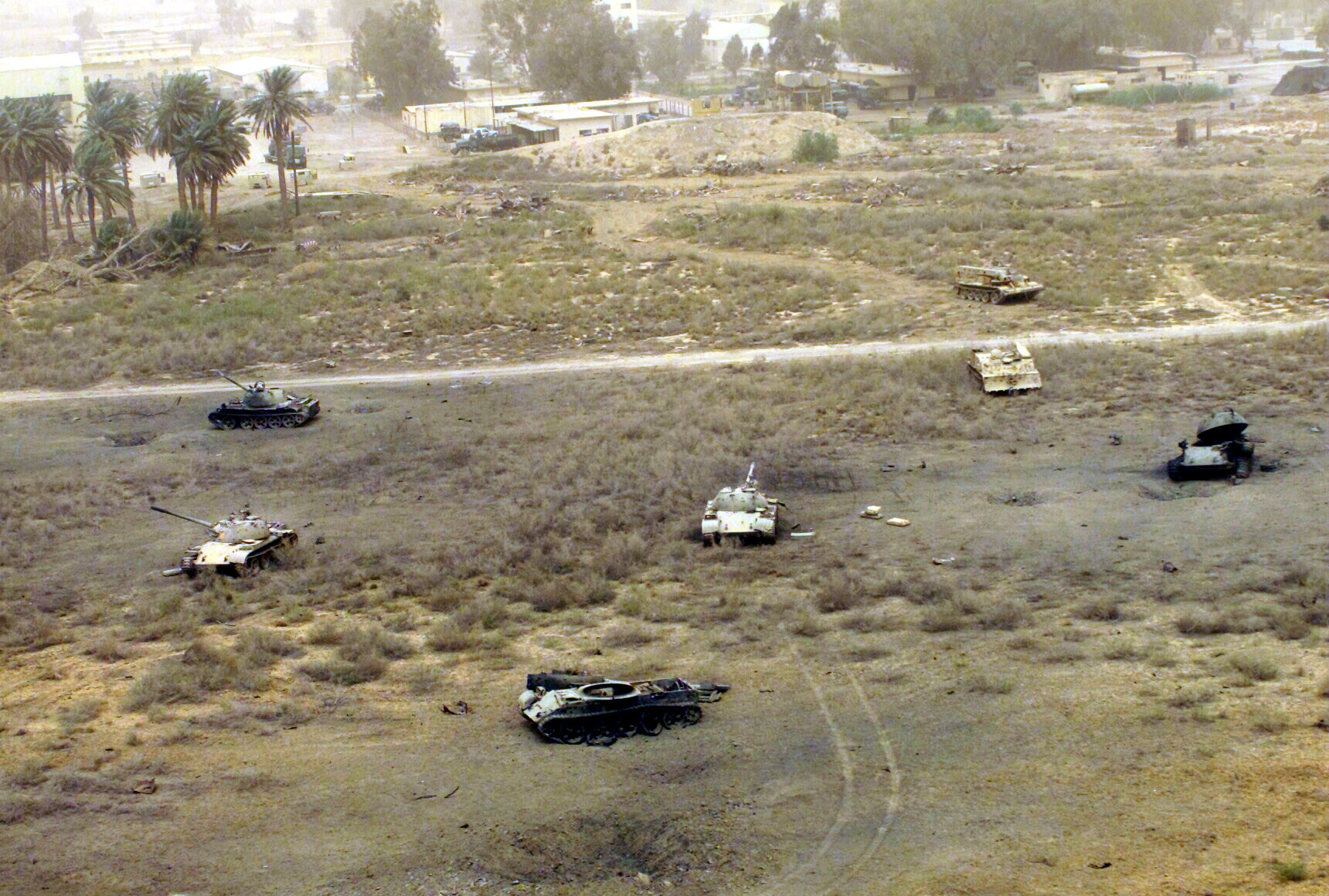
Zničené irácké tanky u Al Qadisiyah

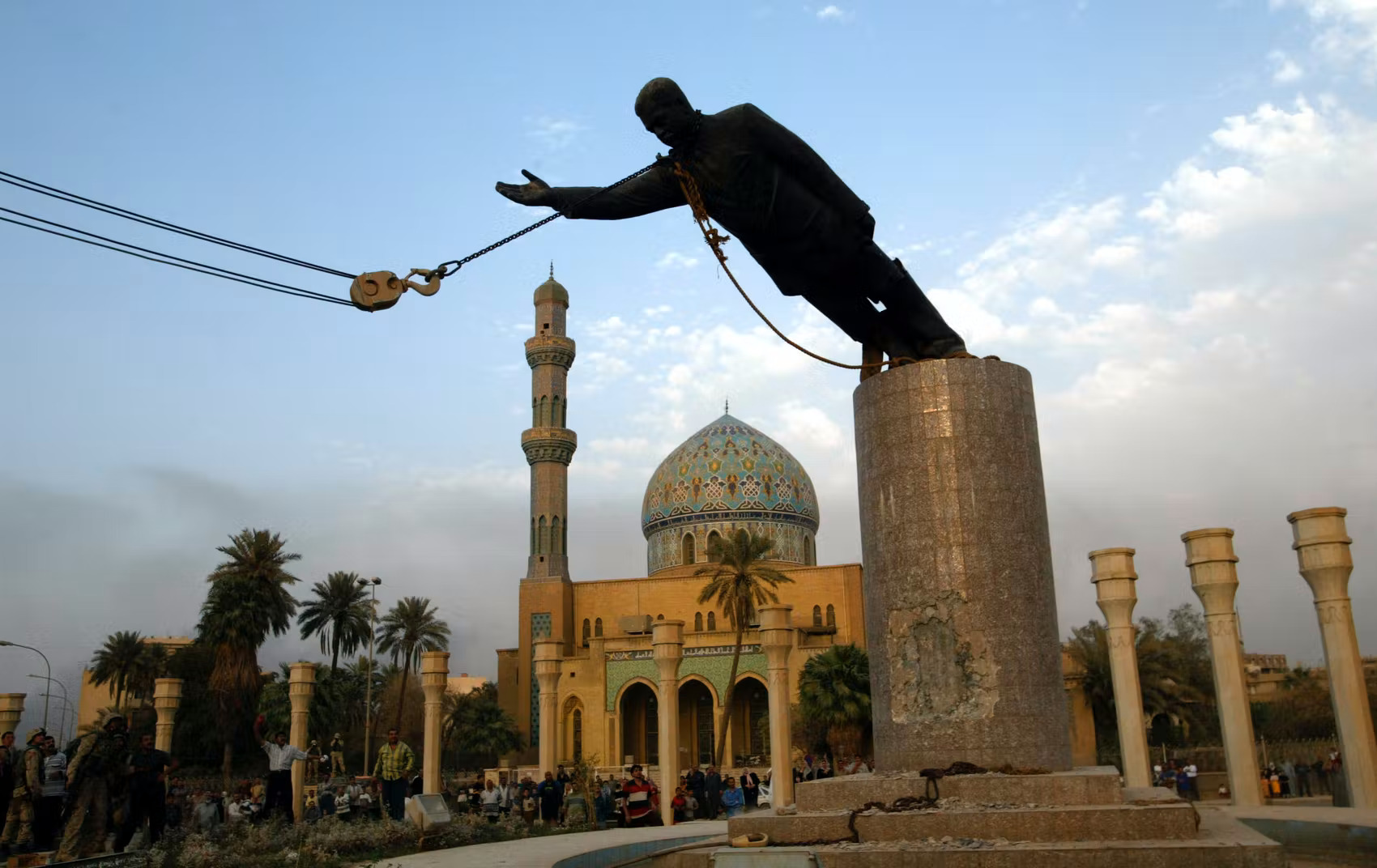
Stržení Saddámovy sochy, 9. dubna 2003

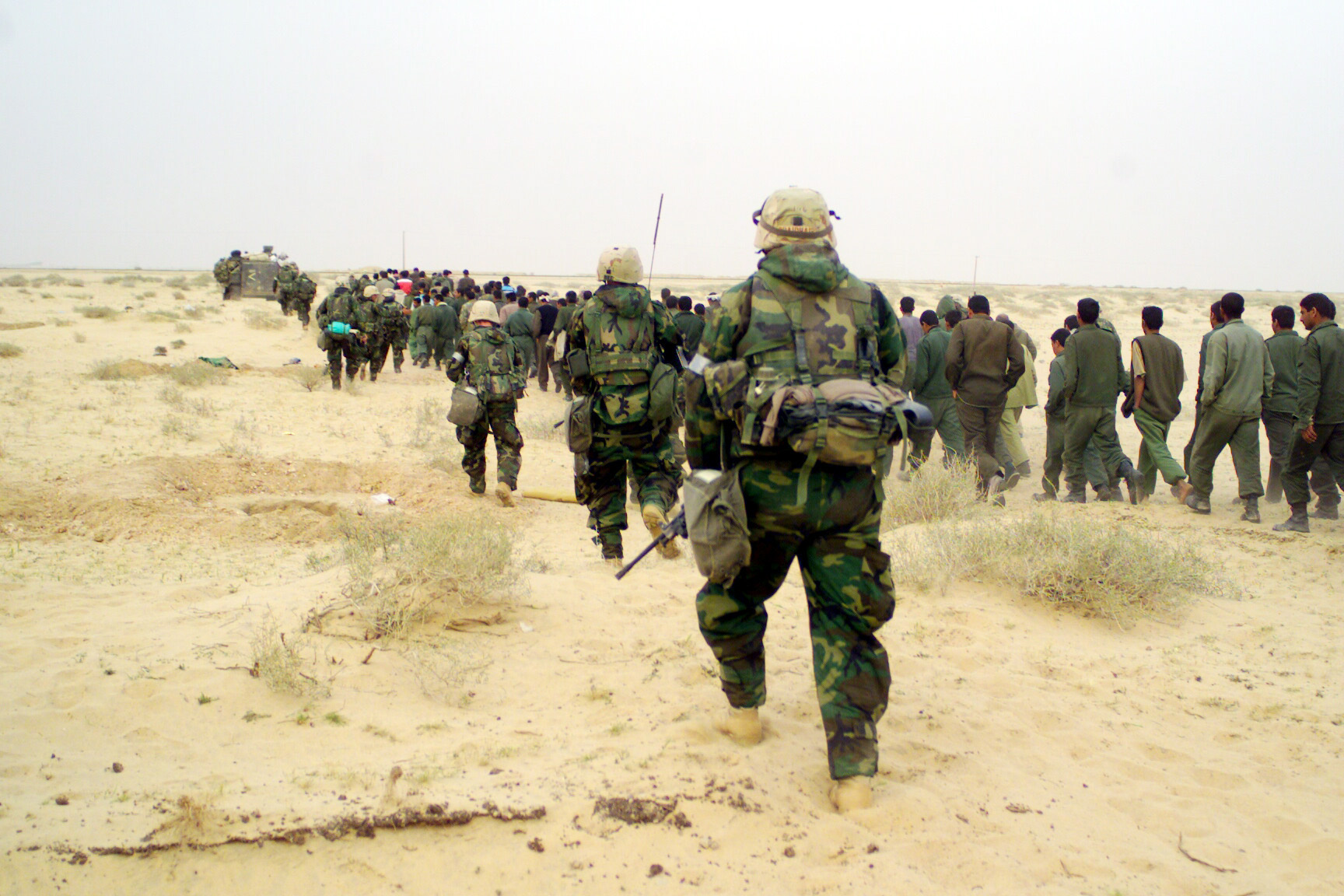
Američtí mariňáci z 1. divize eskortují irácké zajatce do tábora, 21. března 2003.

George W. Bush zahájil invazi na základě rezoluce RB OSN č. 1441, kterou byl režim Saddáma Husajna v Iráku označen za hrozbu pro mezinárodní mír a bezpečnost. Tato rezoluce mu nedala zmocnění použít všech dostupných prostředků (v tomto ohledu se americká strana odvolávala na rezoluci č. 678). Charta OSN v článku 51 uznává přirozené právo na individuální nebo kolektivní sebeobranu, dokud RB OSN neučiní opatření pro zachování mezinárodního míru a bezpečnosti. Vlády USA a UK také zmínily ozbrojené akce Iráku proti nim v předchozí době a návaznost na Válku v Zálivu, která souhlas RB OSN získala. Tyto důvody byly následně zpochybňovány. Země, které se do akce zapojily na straně USA, neplnily svůj závazek vůči OSN, ale vůči tehdejší administrativě USA. Severoatlantická aliance se jako organizace tohoto konfliktu přímo neúčastnila.
Invaze do Iráku začala 20. března 2003 pod kódovým označením „Operace Irácká svoboda“. Britové používali kódové označení „Operace Telic“. Spolu se Spojenými státy americkými tvořilo „koalici ochotných“ více než 30 zemí, které poskytly své vojáky, ale účast některých z nich byla pouze symbolická. Vojenskou sílu koalice tvořilo 17 divizí o síle 300 900 mužů, přičemž Američané a Britové tvořili 98 %. Tyto koaliční jednotky byly soustředěny na území Kuvajtu, odkud byl pozemní útok na Irák veden. V průběhu bojů byly nasazovány výsadkové jednotky i v severních částech země, k otevření severní fronty však nedošlo, protože Turecko odmítlo tranzit 62 tisíc amerických vojáků.
Vojska pod velením generála Tommyho Frankse překročila hranice Iráku v 5:34 Bagdádského času. Hlavní útok byl veden na ropná pole v Rumajle, od něj se oddělila skupina vyčleněná k obklíčení Basry. Dalším cílem se stal přístav Násiríja na řece Eufrat který byl dobyt 29. března. Po krátké přestávce pokračoval další postup do Kutu, který značně zkomplikovala písečná bouře. Vojska odtud dál mířila ke Karbale a pak na dohled k Bagdádu. V konečné fázi invaze se soustředila na hlavní město Iráku Bagdád. Ten byl 7. dubna obklíčen a téhož dne začal útok. Do rukou koaličních vojsk padl 12. dubna, kdy byly obsazeny paláce, odkud Husajn vykonával moc. Poslední centrum odporu, město Tikrít, padlo 14. dubna.

### Duben 2003: Prozatímní koaliční správa a Iraq Survey Group

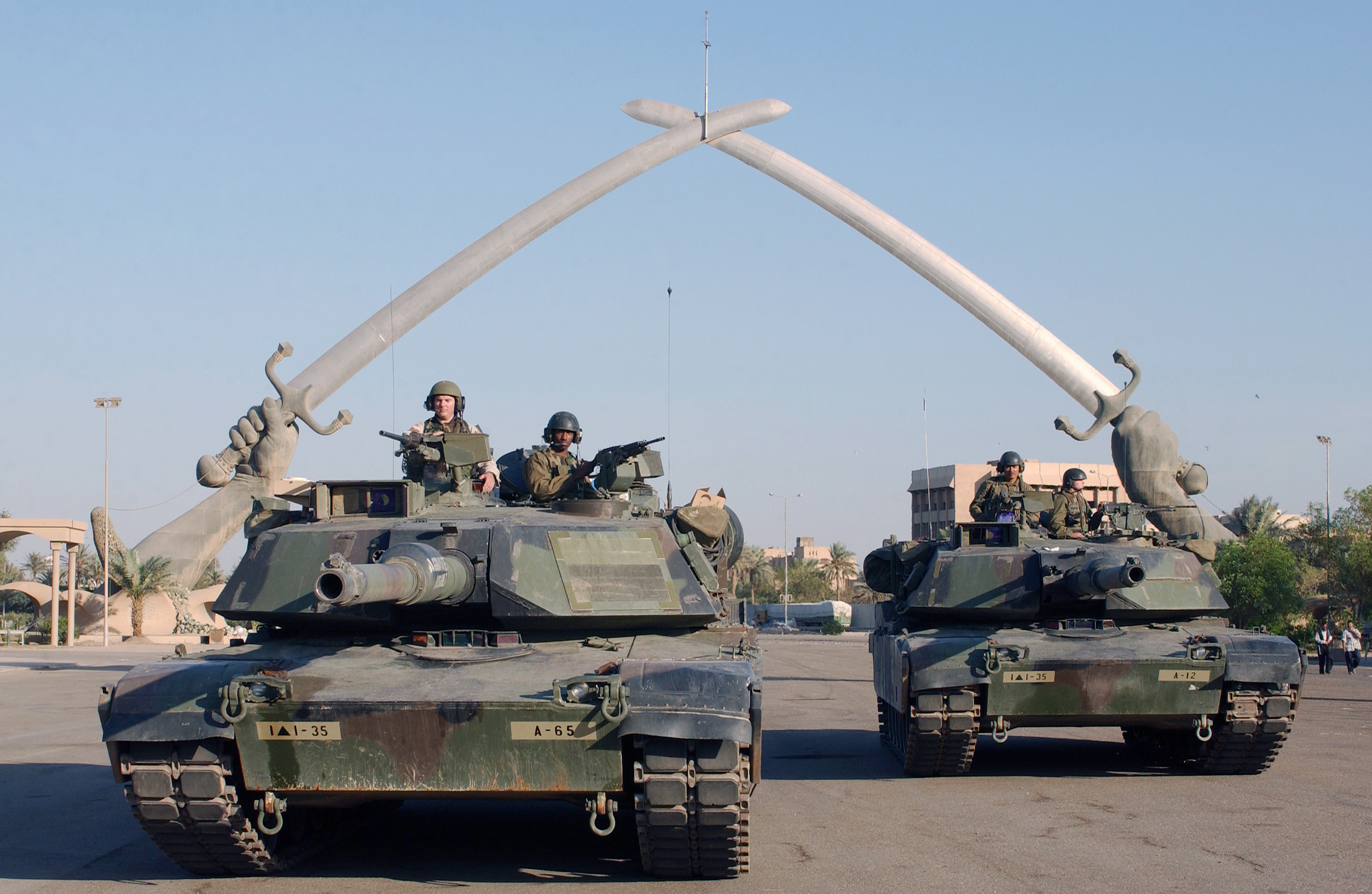
Američtí vojáci v Baghdádu

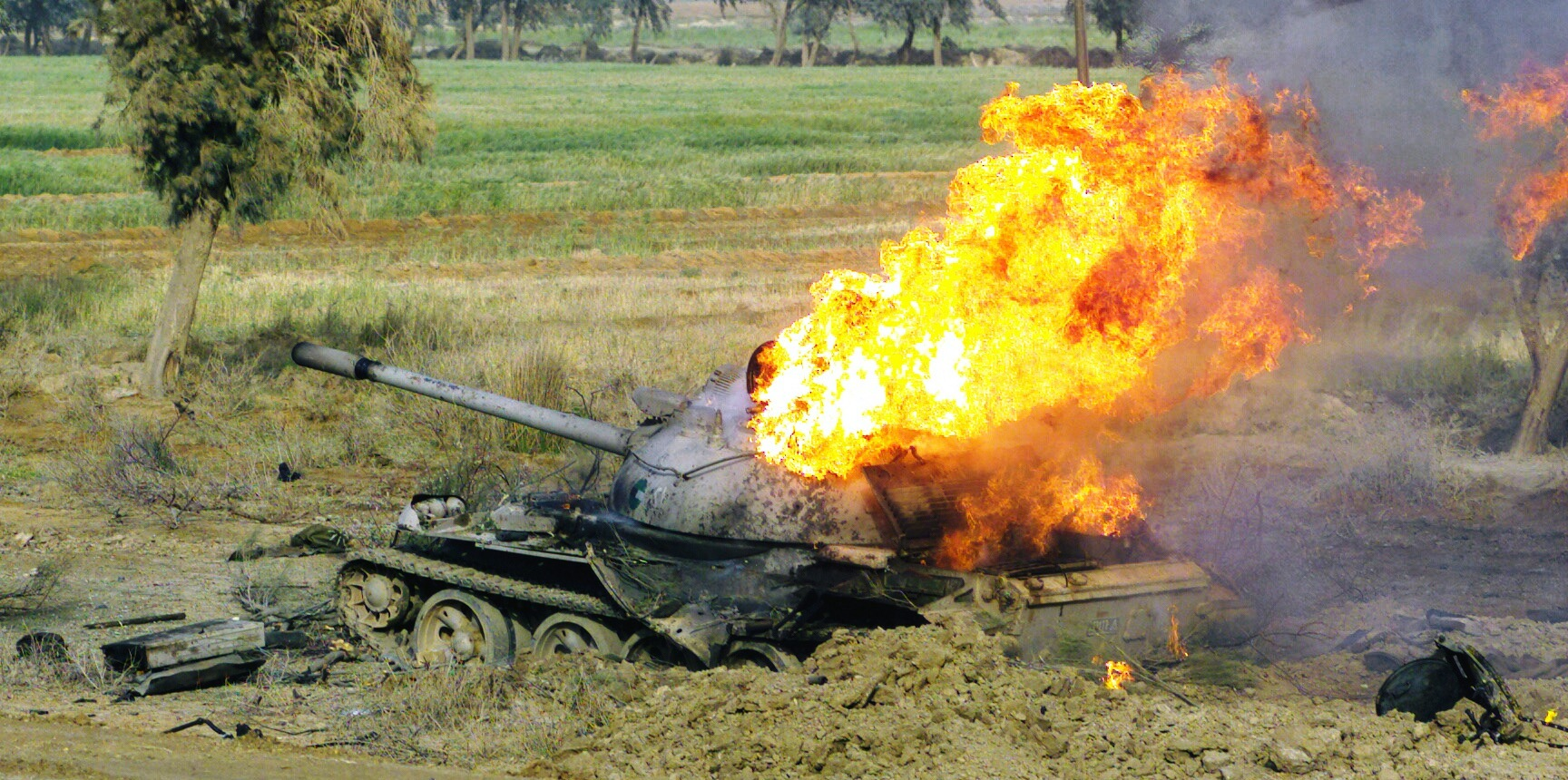
Irácký tank na Highway 27 zničený v dubnu 2003

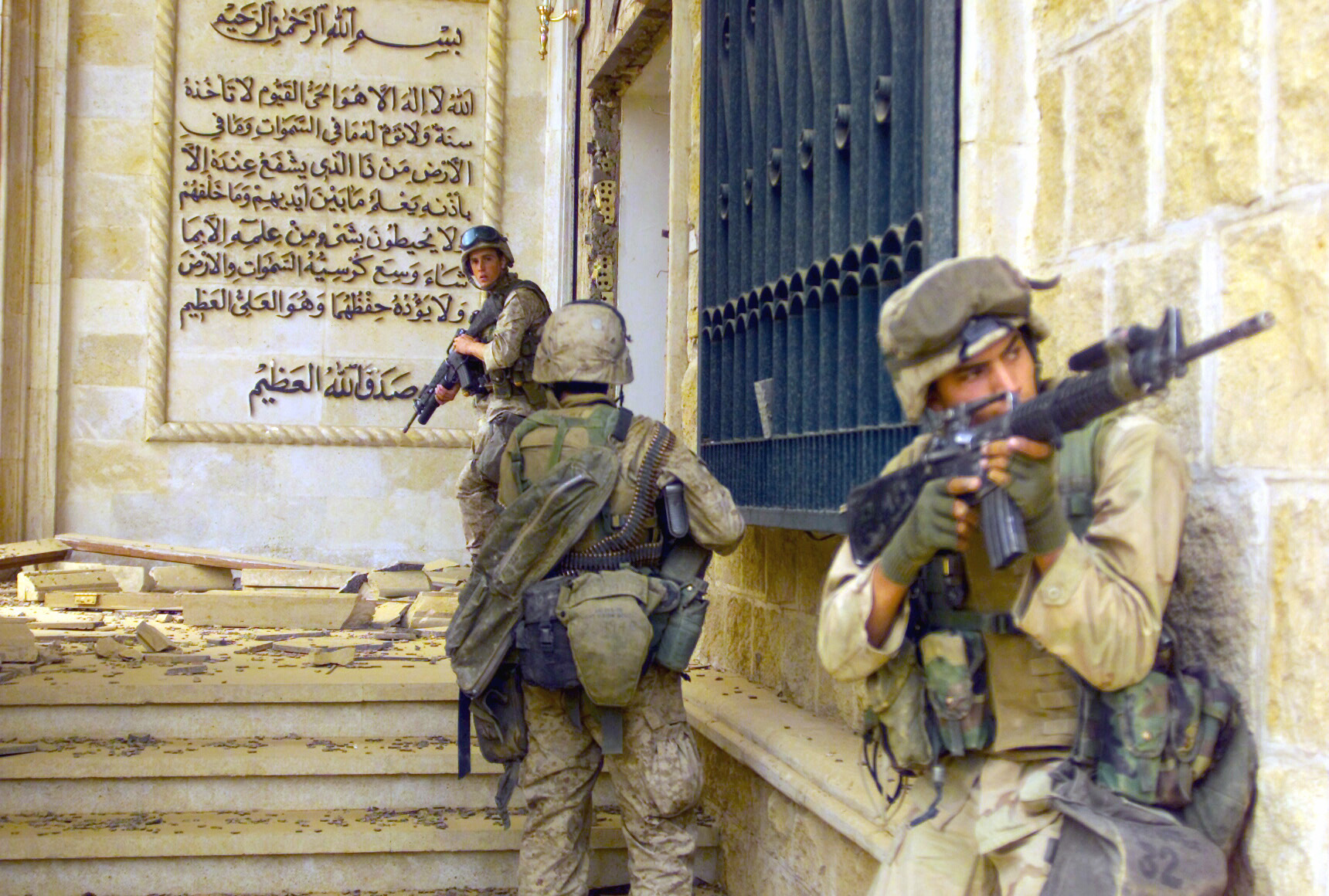
Američtí vojáci v jednom z Husajnových paláců

Krátce po invazi vytvořily mnohonárodnostní síly Prozatímní koaliční správu (Coalition Provisional Authority, CPA, سلطة الائتلاف الموحدة), jako přechodnou vládu, která měla řídit Irák do doby než bude zvolena regulérní vláda. S odvoláním na rezoluci RB OSN 1483 (2003) a na zákony války si CPA udělila výkonnou, zákonodárnou i soudní moc a to na dobu od 21. dubna 2003 do 28. června 2004, kdy byla rozpuštěna.
Dále byla zřízena Iraq Survey Group (ISG). Jejím úkolem bylo najít v Iráku zbraně hromadného ničení, které Husajnův režim vlastnil a vyvíjel. Skupina se skládala celkem z 1400 lidí, kteří měli za úkol najít sklady ZHN nebo infrastrukturu, která mohla být k jejich výrobě využita. V závěrečné zprávě známé také jako Duelfer Report Archivováno 2. 10. 2010 na Wayback Machine. je uvedeno, že byly nalezeny chemické ZHN. Podle všeho šlo ale o chemickou výzbroj z období irácko-íránské války z let 1980-1988, tedy z doby, kdy Saddám Husajn netajil, že by jeho vojska disponovala chemickými zbraněmi. Nalezena byla také stará nebo poškozená munice s bojovými látkami, kanystry s jedy a další blíže nespecifikovaný kontaminovaný materiál. Veškeré tyto staré zásoby byly uzavřeny v nepoužívaných bunkrech nebo skladištích poničených bombardováním v operaci Pouštní bouře.
V roce 2007 vydal bývalý americký federální prokurátor a nyní nezávislý analytik zpravodajských informací John Loftus zprávu Loftus Report, že vláda USA tajila pochybení Iraq Survey Group (ISG), která objevila sklad jaderných zbraní a sklad koncentrovaného přírodního uranu, který byl dle Johna Loftuse Američanům poté záhadně odcizen z nehlídaných skladišť. Tyto jaderné zbraně byly podle izraelské zpravodajské služby odvezeny do zařízení v Deir al-Zúru v Sýrii. Dle této zprávy je krádež nehlídaných iráckých jaderných zbraní snad nejhorším skandálem války v Iráku, který ukazuje krajní nekompetentnost a zanedbání povinností americké správy. John Loftus dále dodává, že američtí vyšetřovatelé měli o Deir al-Zúru přesné informace, ale ignorovali je. Dále byly také nalezeny zbytky jaderného materiálu, který byl skladován v již rezavějících barelech a kontejnerech od dob války v Perském zálivu, tedy nejméně od roku 1991. Americká úřední místa prohlásila, že nejsou důkazy, že by nějaká část materiálu byla do skladu přidána po roce 1991. Nepochybně však šlo o materiál na výrobu jaderných zbraní, které měl Saddám Husajn v úmyslu vyrábět ještě před invazí v roce 1991.
Podle zprávy Johna Loftuse se britské, ukrajinské a americké zpravodajské služby shodují, že Rusko pomohlo Saddámovi v posledních dnech před invazí všechny chemické látky a sloučeniny k výrobě chemických zbraní přemístit do Sýrie. Chemické látky a sloučeniny Saddám v obrovském množství vyráběl, ale nezlikvidoval a dle nalezených dokumentů které John Loftus nechal analyzovat, několik měsíců před invazí Saddám nakupoval nejen zakázané látky k výrobě nervového plynu, ale dokonce si objednal chemické sloučeniny k výrobě cyklonu B. Podle rezoluce Rady bezpečnosti OSN č. 678 a č. 1441, nesměl Irák vlastnit žádné ZHN ani zařízení na jejich výrobu ani vést žádné vědecké programy, které by k držení ZHN směřovaly.

### Květen 2003: „Konec hlavních bojů“

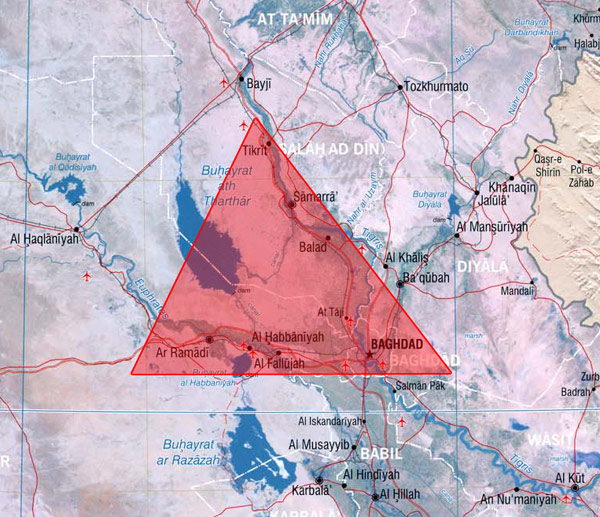
Sunnitský trojúhelník

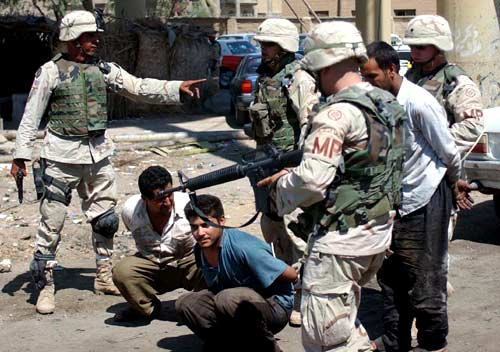
Zadržení iráckých civilistů v červenci 2003

Dne 1. května 2003 navštívil prezident Bush letadlovou loď USS Abraham Lincoln, která byla v té době několik mil západně od San Diega, kdy se po dlouhé misi, jejíž součástí byla i služba v Perském zálivu, vracela zpět na základnu v Everettu ve Washingtonu. Vrcholem prezidentovy návštěvy byl večerní projev (referovaný jako „Mission accomplished speech“), který vysílaly televize a rádia a na palubě jej poslouchali námořníci. Prezident Bush v podstatě vyhlásil vítězství a ukončení hlavních bojových operací, protože irácké síly byly prakticky poraženy, přestože některá ohniska odporu stále nebyla dobyta.
Po zničení irácké armády a kolapsu politického vedení se začala koaliční vojska stále častěji stávat terčem útoků, především v oblasti tzv. „sunnitského trojúhelníku“. Při chaosu, který propukl po invazi a po pádu irácké vlády docházelo k masivnímu rabování vládních budov, muzeí, luxusních rezidencí, bank a vojenských skladů. Podle Pentagonu bylo ukradeno 250 tis. tun (z celkem 650 tis. tun) munice, což značně pomohlo iráckým povstalcům. Stovky úkrytů zbraní, které vytvořila irácká armáda a Republikánské gardy také posílily sílu vzdorujících skupin.
První odpor vzešel ze strany fidájínů a stoupenců strany Baas, ale brzy se k nim přidali náboženští vůdci a Iráčané nespokojeni s okupací. Povstalci jsou koaličními silami označováni za „protiirácké síly“.
První vlny útoků se koncentrovaly především v oblasti sunnitského trojúhelníku. Do této oblasti patří i hlavní město Bagdád. Největší množství útoků bylo provedeno v provinciích Bagdád, Anbár a Saláh ad Dín. V těchto třech provinciích žije 35% irácké populace, ale ze všech amerických obětí jich zde padlo 73 % (k 5. prosinci 2006) a v poslední době to bylo asi 80 %. Taktika povstalců, resp. odporu, bývá popisována jako guerillová. Tato taktika nařizuje vyhýbat se velkým přímým střetům, ovšem zároveň způsobovat nepříteli škody a stálou opotřebovávací kampaní vyčerpat buďto přímo invazní síly, nebo zdroje určené k jejich udržování. Gueriloví bojovníci používají minomety, rakety, sebevražedné útoky, odstřelovače, bomby, malé zbraně, RPG, ale také jednoduché léčky, improvizované výbušné zařízení na trasách předpokládaných konvojů, stejně jako sabotáže proti infrastruktuře zajišťující vodu, elektřinu, ropu. Cílem je vyčerpání okupačních jednotek, ale i zastrašení případných kolaborantů a také přesvědčení nebojující populace o neschopnosti okupantů prostor ovládnout, natož mu vládnout.
V období po invazi a svržení Husajnova režimu se koalice a OSN začaly snažit o ustavení stabilního demokratického státu, který by byl schopen se sám bránit, udržet se jednotný a předejít povstaleckým útokům a rozpadu země.
Koaliční síly spustily několik operací okolo řeky Tigris a v sunnitském trojúhelníku. S koncem roku se intenzita útoků odporu začala zvětšovat. Ke značnému vzedmutí došlo při takzvané „ramadánové ofenzívě“, která se kryla s posvátným měsícem ramadánem. Koaliční síly musely poprvé od invaze v bojích použít letectvo. Podezřelé základny a minometná odpaliště byla ničena letectvem a dělostřelectvem. Byl zvýšen dohled nad nejdůležitějšími silnicemi stejně jako počet razií proti povstaleckým hnízdům.
Snaha obnovit základní služby na stav před invazí selhala, což vedlo ke zvýšení nespokojenosti s provizorní vládou. V létě 2003 se mnohonárodnostní síly zaměřily na hledání doposud nedopadených vůdců svrženého režimu. Dne 22. července 2003 byli americkými silami v přestřelce zabiti Husajnovi synové Udaj a Kusaj spolu s Husajnovým vnukem. Celkem bylo zajato nebo zabito přes 300 čelných představitelů bývalého režimu a irácké armády.

## Okupace Iráku 2003–2011

### Prosinec 2003: Husajn zajat

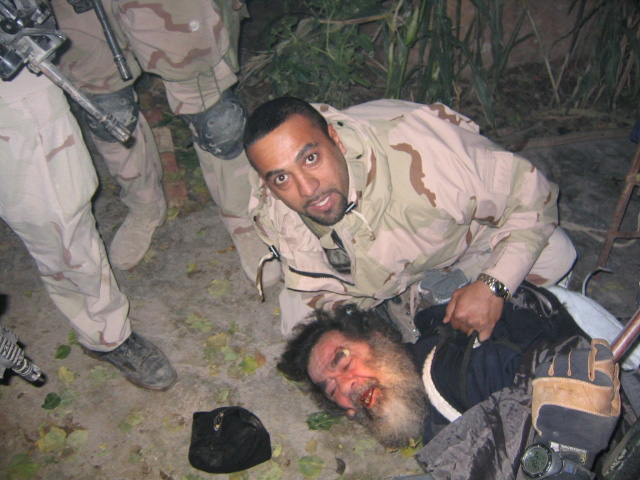
Saddám Husajn krátce po zajetí vytahován ze svého úkrytu, 13. prosince 2003.

Díky informacím získaným při raziích proti členům strany Ba'as spojených s povstalci byl 13. prosince 2003 při operaci Rudý úsvit poblíž Tikrítu zajat samotný Saddám Husajn. Operaci provedly 4. pěchotní divize a členové Task Force 121.
Se zajetím Saddáma a poklesem povstaleckých útoků se zdálo, že koalice získává nad odporem převahu. Přechodná vláda začala cvičit nové irácké bezpečnostní složky, které ji měly bránit. Spojené státy americké přislíbily 20 miliard USD na rekonstrukci Iráku. Výdělky z těžby ropy byly také používány pro rekonstrukce škol, rafinérií a pro obnovu zásobování elektřinou.
Krátce po Husajnově zajetí opustilo CPA několik složek, které začaly prosazovat vznik dočasné irácké vlády a vypsání voleb. Nejvýznamnějším z nich byl šíitský klerik Alí al-Sístání. CPA se v té době stavěla proti vypsání voleb a preferovala předání moci dočasné irácké vládě. Mocenské spory uvnitř vlády opět povzbudily povstalecké aktivity. Centrem povstaleckých aktivit bylo město Fallúdža a chudé šíitské čtvrti ve městech od Bagdádu (Sadr City) po Basru.

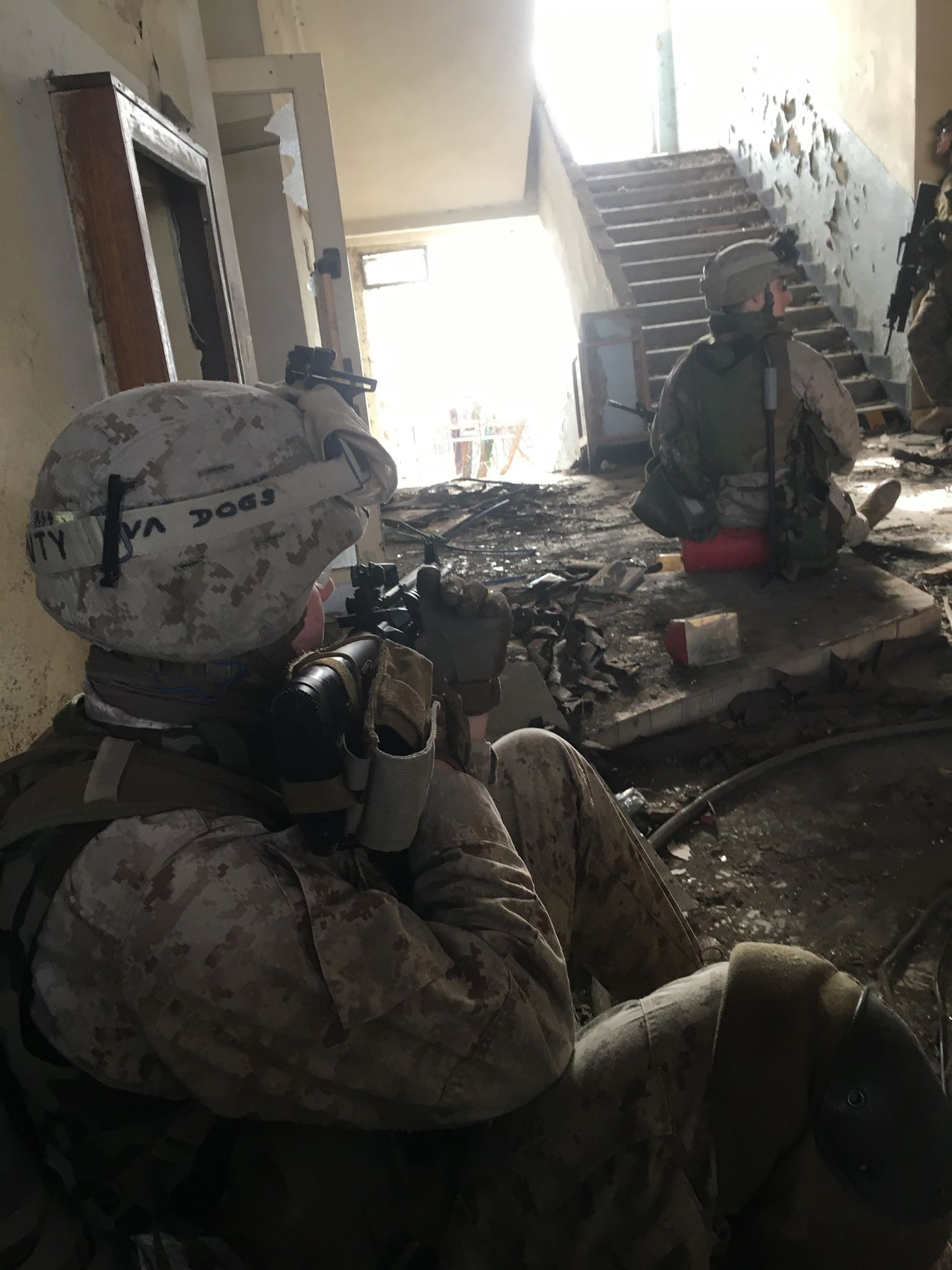
Americký mariňák z 1.praporu, 3.pluku, během dobývání města Fallúdža. Marine Corps Times. 11. listopadu, 2004

### 2004: Rozmach povstalců
Začátek roku 2004 byl relativně klidný. Odpor se v té době reorganizoval, studoval taktiku invazních vojsk a připravoval se na obnovení ofenzívy. Guerillové útoky v této době ztratily na intenzitě. Na konci roku 2004 se ale v zemi objevili zahraniční bojovníci a výrazně zvýšili intenzitu bojových aktivit. Nejznámějším velitelem těchto skupin byl Abú Músá Zarkáví.
Se zvyšováním aktivit se také začala měnit taktika, příslušníci odporu si za cíl místo Američanů vybírali nové irácké bezpečnostní složky. Stovky Iráčanů, civilisté i policisté, byly zabity při mnoha bombových útocích. Podle jedné hypotézy ukazoval rozmach bombových útoků na to, že stoupenci Saddáma Husajna ztrácejí v odboji vliv ve prospěch radikálních islamistů, ať už z Iráku nebo ze zahraničí. Organizovaní sunnitští bojovníci s pevnou základnou a silnou motivací, nacionalistickou i islamistickou, získávali v Iráku stále větší moc. Také Mahdího armáda zahájila útoky na okupační síly v pokusu získat kontrolu nad iráckými bezpečnostními složkami. V jižních a centrálních provinciích začaly vypukat guerillové střety, když se mnohonárodnostní síly pokoušely udržet si nad nimi kontrolu.
Koalice a CPA se rozhodly čelit vzrůstající síle povstalců ráznými útoky: jedním na město Fallúdža, které bylo centrem odporu a druhým na město Nadžáf, kde byla významná mešita, která byla klíčovým místem Mahdího armády a jejích aktivit.
Dne 31. března 2004 přepadli bojovníci ve Fallúdži konvoj soukromých společností zajišťujících dodávky potravin společnosti ESS. Čtyři američtí pracovníci, kontraktoři, bezpečnostní agentury Blackwater USA byli na místě upáleni a jejich těla pověšena na místním mostě přes Eufrat. Záběry jejich těl obletěly svět, ve Spojených státech vedly k značnému rozhořčení, což vedlo k oznámení, že dojde k odplatě, „pacifikaci“ města.

#### Duben 2004: První bitva o Fallúdžu

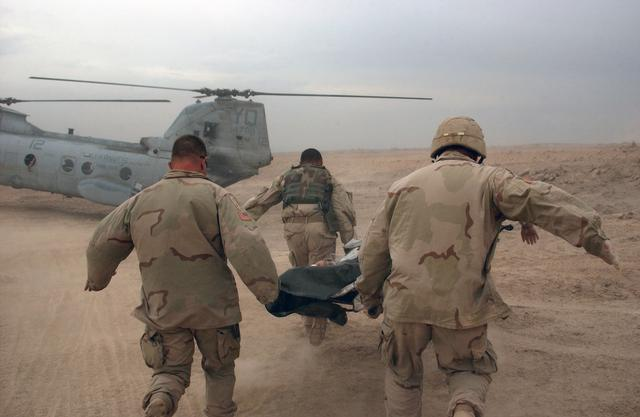
Američtí vojáci odnášejí svého kolegu zraněného v bitvě o Fallúdžu

Po tomto incidentu začala 1st Marine Expeditionary Force plánovat znovuobnovení americké přítomnosti ve městě. Dne 4. dubna zahájila armáda útoky na město. Dne 9. dubna bylo povoleno více než 70000 ženám, dětem a starcům opustit obležené město, podle zpravodajů někdy i mužům schopným bojovat. Mezitím se zbývající muži ve městě díky uklidnění situace začali připravovat na obranu před druhým útokem. Dne 10. dubna vyhlásila armáda jednostranné příměří, aby se do města mohla dostat humanitární pomoc. Vojáci USA se stáhli na předměstí a povstalci přistoupili na klid zbraní a boje probíhaly jen s malou intenzitou.
Když Irácká vládní rada s útokem nesouhlasila, Američané plán útoku pozdrželi. Když se první bitva o Fallúdžu rozhořela, ztratili v ní Američané 40 mužů a stovky dalších byly zraněny. Američané také zabili asi 600 povstalců a nejasný počet civilistů. Mariňákům bylo rozkázáno ustoupit a uzavřít město. Kompromisu ohledně bezpečnosti uvnitř města bylo dosaženo vytvořením místní „Brigády z Fallúdži“. Když bylo jasné, že Američané mají jasnou převahu, přistoupil generál Conway na příměří a souhlasil s dosazením bývalého generála ze strany Ba'as do čela obrany města. Brigáda z Fallúdži měla město zabezpečit a ukončit minometné útoky povstalců na nedaleké americké základny. Dohoda ale dlouho nevydržela, útoky byly obnoveny a Američané se začali připravovat na další útok, ke kterému došlo v listopadu.

#### Začátek–polovina roku 2004: Šíitský jih
Mezitím pokračovaly boje i na šíitském jihu a italské a polské síly měly stále více problémů udržet kontrolu nad městy Násiríja a Nadžaf. Námořní pěchota Spojených států amerických byla převelena do oblasti, aby zničila milice Muktadá Sadra a rozdrtila zbývající odpor. Během dubna, května a začátku června docházelo k dalším bojům. Během následujících třech měsíců získaly koaliční síly plnou kontrolu nad městy na jihu. Vůdci některých milic začali navíc s provizorní iráckou vládou jednat o možném složení zbraní a o vstupu do standardního politického procesu.

#### Rozkazy „Frago 242“
Na jaře roku 2004 byly vydány tzv. fragmentární rozkazy (fragmentary orders) – Frago 242. Díky nim nemusely koaliční jednotky hlásit a vyšetřovat jakákoliv násilí páchané americkými a iráckými vládními jednotkami na civilních osobách. Toto násilí zahrnovalo i znásilňování a extrémně ohavná mučení s výsledkem zohavení i zabití mučených obětí.

#### Červen 2004: Dočasná irácká vláda a bitva o Nadžáf

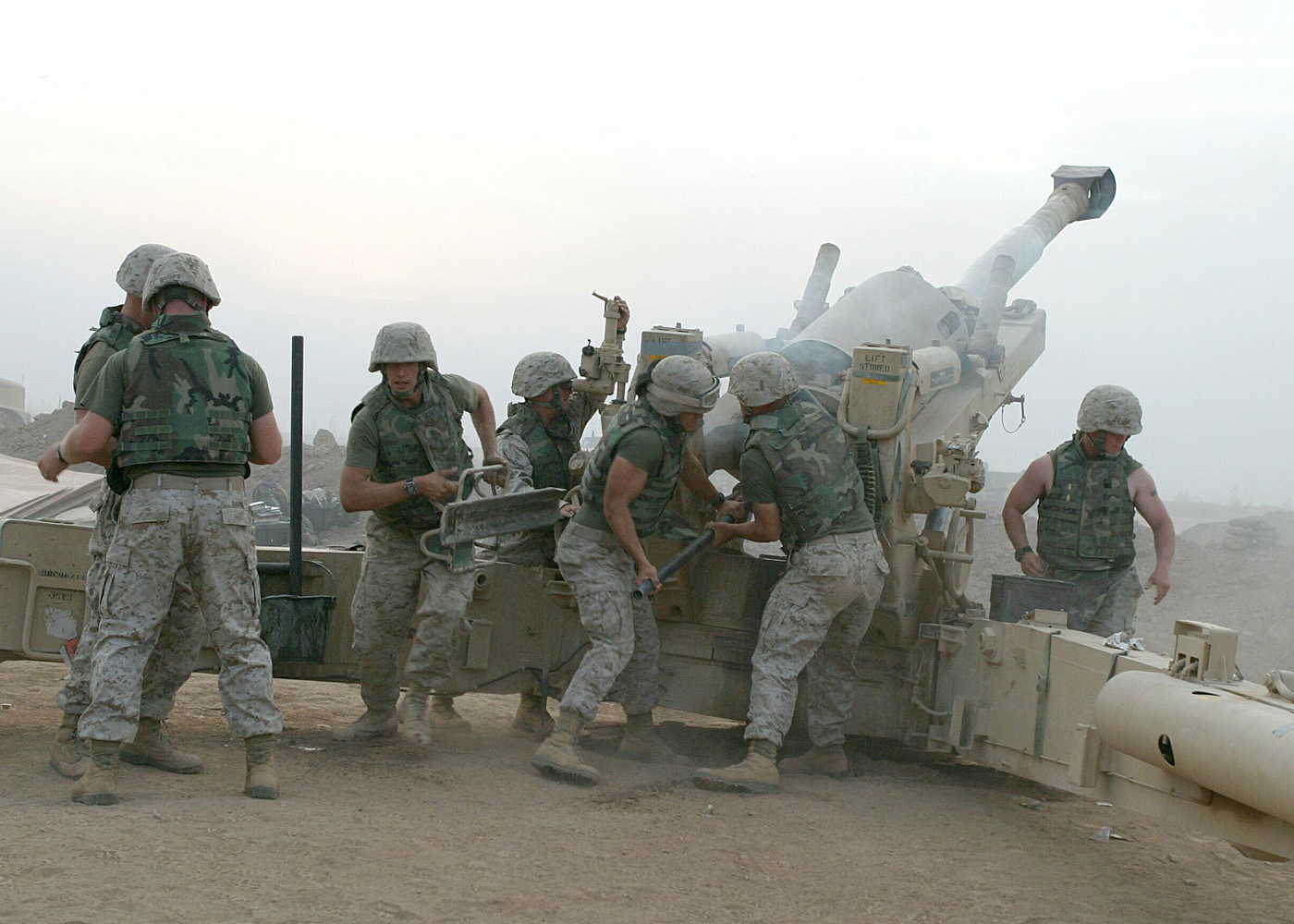
Američtí mariňáci pálí z houfnice M198 u Fallúdži v říjnu 2004.

Dne 28. června 2004 předala CPA suverenitu Iráku do rukou dočasné vlády, jejímž prvním rozhodnutím bylo započetí soudu se Saddámem Husajnem. Boje s iráckými povstalci ale stále pokračovaly. Nová vláda začala připravovat vypsání voleb, ale povstalecké útoky a nedostatek soudržnosti samotné vlády vedlo ke zdržením.
Jedním z důsledků existence slabé vlády byl vzrůst moci sektářských milic. Důkazem toho byla například situace, kdy Muktadá Sadr získal kontrolu nad městem Nadžáf. Poté, co vyjednávání mezi Sadrem a vládou selhalo, vláda požádala o pomoc koalici. V červenci a srpnu tak bojovaly koaliční síle proti Mahdího armádě v bitvě o Nadžáf, která vyvrcholila obléháním mešity imáma Alího. Boje skončily, když ajatolláh Sístání vyjednal mír.

#### Listopad 2004: Druhá bitva o Fallúdžu

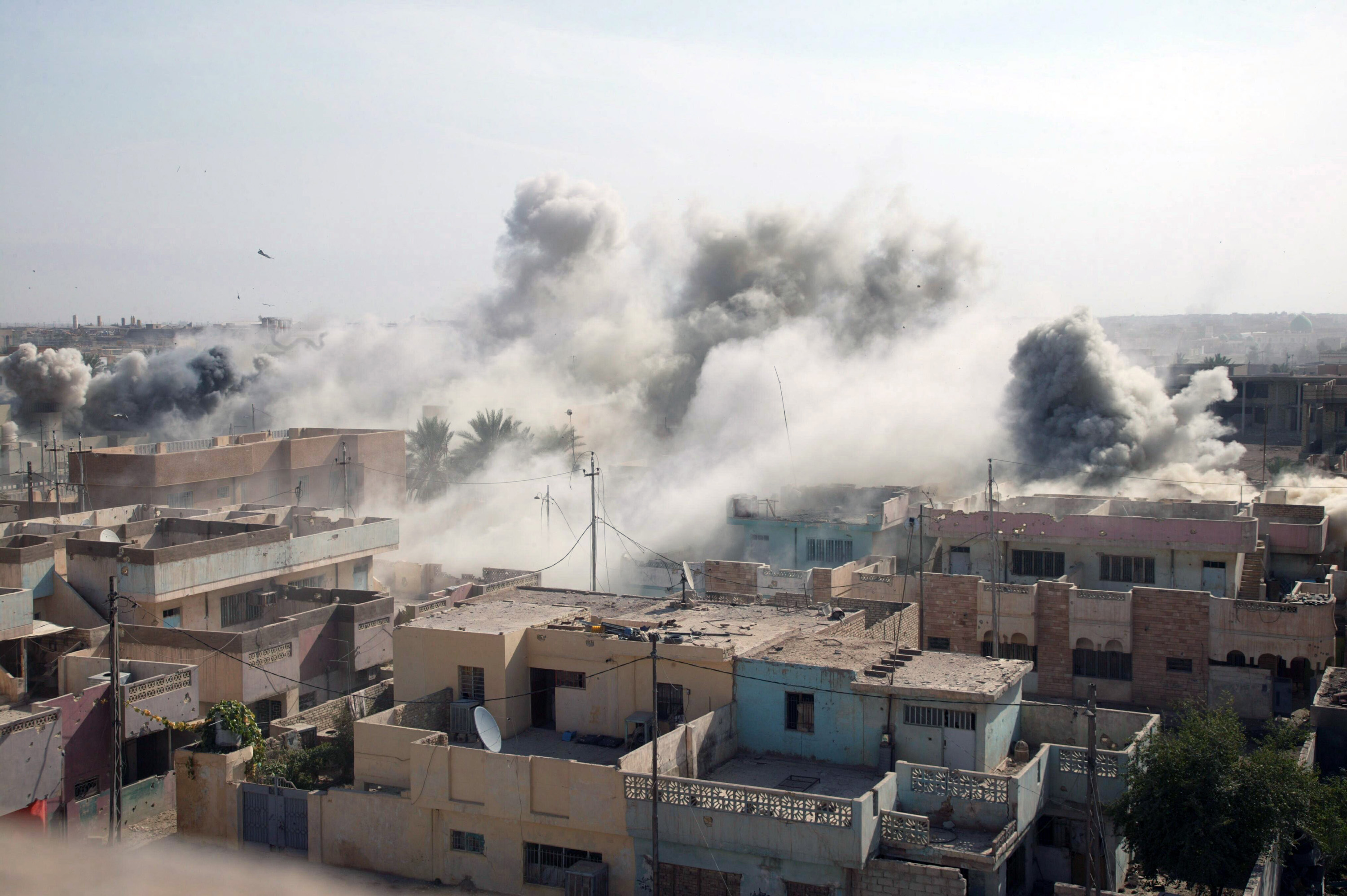
Fallúdža po americkém leteckém náletu na nepřátelské pozice

Po několika měsících jednotky USA úspěšně ovládly město v druhé bitvě o Fallúdžu. Při bitvě zahynulo 1200 povstalců. Americká námořní pěchota (hlavní síla použitá v bitvě) ztratila 95 mužů a 500 bylo zraněno. Podle místních zdrojů byla zničena podstatná část města a byly zabity i stovky civilistů. Při operaci použili dobyvatelé i bílý fosfor, za což byli později kritizováni.

#### 2004: Začátek přepravy amerických bankovek do Iráku
V průběhu roku 2004 odstartovala letecká přeprava amerických dolarů ve formě do igelitu zatavených stodolarových bankovek z New Yorku do Bagdádu. Za rok 2004 to bylo 281 milionů dolarů (o váze 363 tun), celkově pak okolo 12 mld dolarů. Tyto peníze byly na místě určení rozdávány bez přepočítávání, řádné kontroly a smluv, které by zajistily, aby finanční prostředky byly vynaloženy na to, na co mají být vynaloženy. Dokonce chyběla jakákoli evidence příjemců těchto peněz a částek jim vydaných. Tento tok peněz byl později odhalen americkým kongresovým výborem. Z důkazů mu předložených, vyplývá, že vysocí činitelé americké vlády nebyli touto situací znepokojeni z toho důvodu, že tyto miliardy dolarů nebyly peníze amerických daňových poplatníků.

### 2005: Volby a Přechodná irácká vláda

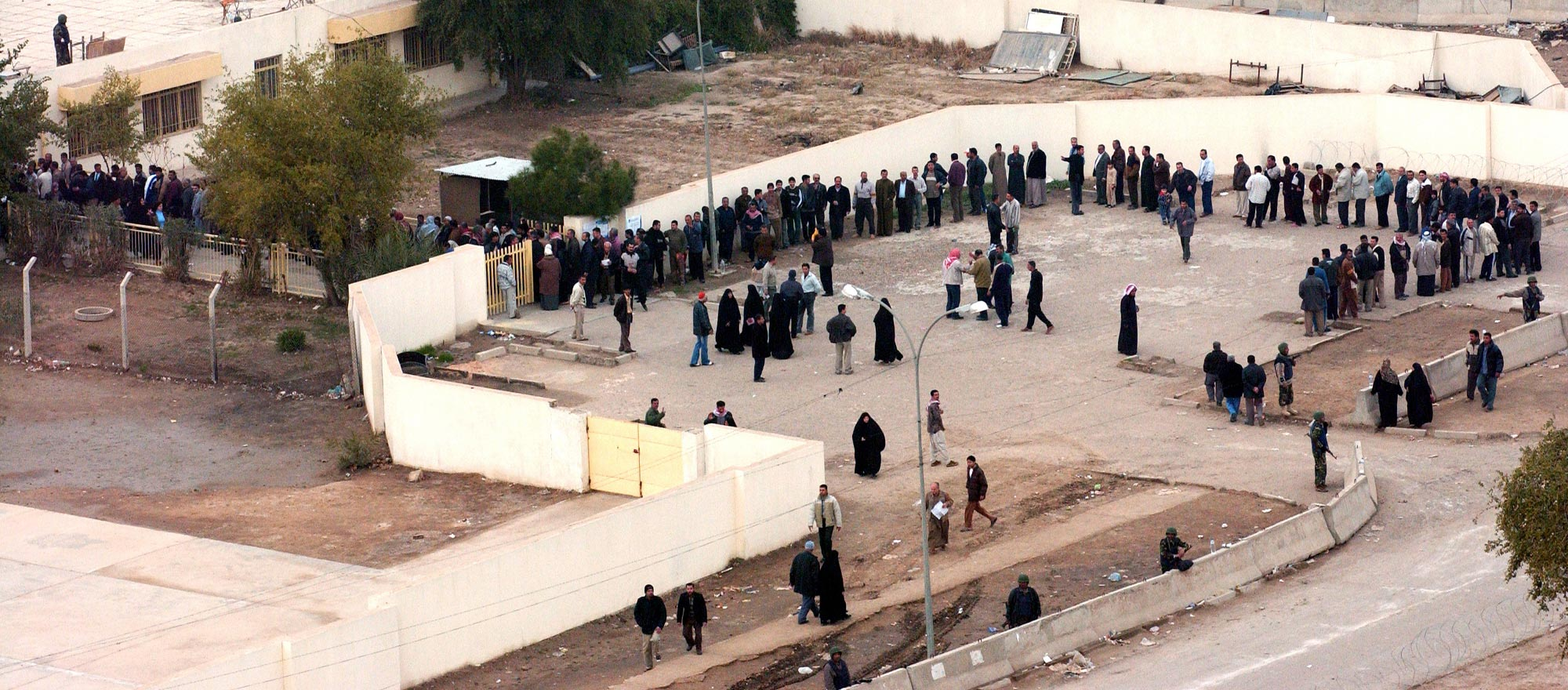
Stovky voličů v Bagdádu, 30. ledna 2005

Dne 31. ledna 2005 se uskutečnily volby, ze kterých vzešla vláda, která měla vypracovat ústavu. Ačkoliv volby poznamenalo násilí a nezájem sunnitů, zúčastnila se voleb většina Kurdů a šíitů. Dne 4. února prohlásil Paul Wolfowitz, že 15000 amerických vojáků, jejichž pobyt v Iráku byl prodloužen kvůli zajištění bezpečnosti při volbách, bude staženo následující měsíc. Únor, březen a duben byly relativně klidné, frekvence útoků poklesla ze 70 na přibližně 30 denně v listopadu a lednu.
Naděje na konec povstání a stažení amerických sil vzaly za své na začátku května, který se stal nejkrvavějším měsícem od invaze. Sebevražední útočníci, především iráčtí sunnité, Syřané a Saúdové útočili především na šíitská shromáždění a na místa s velkou koncentrací civilistů, především šíitů. V květnu bylo zabito přes 700 iráckých civilistů a 79 amerických vojáků.
Během května zahájili Američané operaci Matador, útok asi 1000 mariňáků na zemi nikoho na západě Iráku. Cílem bylo uzavřít podezřelé cesty, kterými byli povstalci zásobováni materiálem a dalšími bojovníky ze Sýrie. Tato podezření se potvrdila. Bojovníci s neprůstřelnými vestami a používající důmyslnou taktiku zabili 31 Američanů a sami ztratili 125 mužů. Mariňáci nebyli schopni znovu získat kontrolu nad oblastí kvůli omezenému počtu mužů a neustávajícím útokům povstalců. Operace pokračovala až k syrské hranici, kde skončila. Naprostá většina povstalců se rozptýlila předtím, než proti nim mohli Američané použít plnou palebnou sílu, stejně jako ve Fallúdži.
Auditoři americké vlády v roce 2005 zjistili, že z kont iráckého ropného fondu, který byl určen na obnovu Iráku, zmizelo 8,8 miliard dolarů - více než 40 procent celkové částky. Koaliční správa, která fond spravovala, byla obviněna ze špatného hospodaření. Týkalo se to i předražených zakázek pro americké firmy jako Custer Battles nebo Halliburton, v jejímž čele byl dříve americký viceprezident Dick Cheney.

#### Srpen 2005: Vzrůstající nestabilita a obnovení bojů

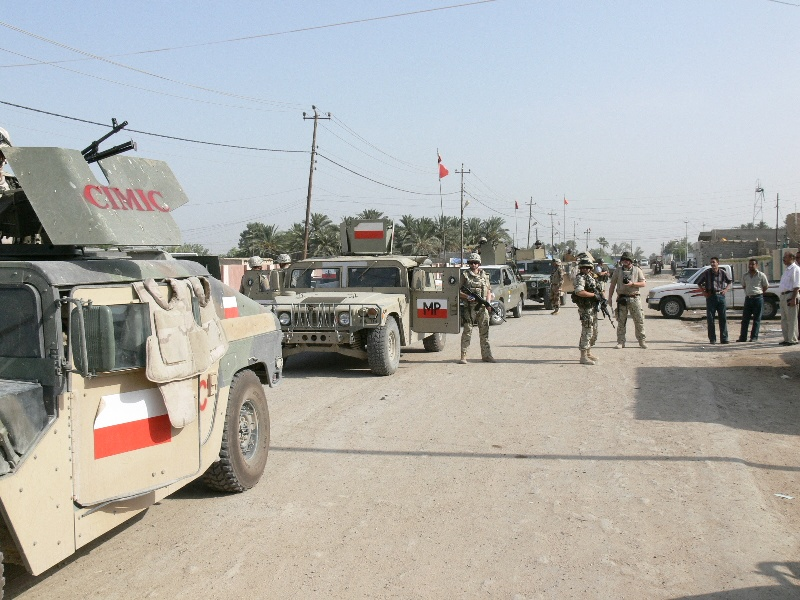
Polští vojáci v Iráku

Dne 14. srpna 2005 citoval The Washington Post anonymního vysokého amerického úředníka, který řekl: „Spojené státy již neočekávají novou modelovou demokracii, soběstačný ropný průmysl, nebo společnost, ve které je většina lidí osvobozena od vážných bezpečnostních a ekonomických problémů… To, co jsme očekávali, bylo zcela nerealistické…“ Dne 22. září 2005 řekl princ Saúd al-Fajsal, saúdský ministr zahraničí, že v předchozích dnech varoval prezidenta Bushe, že Irák se žene k rozpadu a volby naplánované na prosinec na tom nic nezmění. Američané vydali ihned nesouhlasné stanovisko.

#### Prosinec 2005: Volby do Národního shromáždění
Po ratifikaci Ústavy Iráku dne 15. října 2005 se dne 15. prosince uskutečnily volby do 275členného Iráckého národního shromáždění.

### 2006: Stálá irácká vláda a rozmach občanské války
Začátek roku 2006 probíhal ve znamení rozhovorů o vytvoření vlády, rostoucího sektářského násilí a pokračujících útoků na koaliční síly. OSN popsala situaci v Iráku jako „situaci podobnou občanské válce“. Studie, kterou provedla Johns Hopkins Bloomberg School of Public Health, odhadovala počet Iráčanů, kteří od invaze zahynuli násilnou smrtí, na 601 000; z toho jedna třetina měla zahynout rukama koaličních sil, jiné zdroje tyto odhady zpochybňují. Irácká vláda a Úřad Vysokého komisaře OSN pro uprchlíky odhadli, že více než 365 000 Iráčanů uprchlo ze země po útoku na mešitu al-Askarí, čímž celkový počet iráckých uprchlíků vzrostl na více než 1,6 milionu.

#### Únor 2006: Útok na mešitu al-Askarí a boje mezi sunnity a šiíty

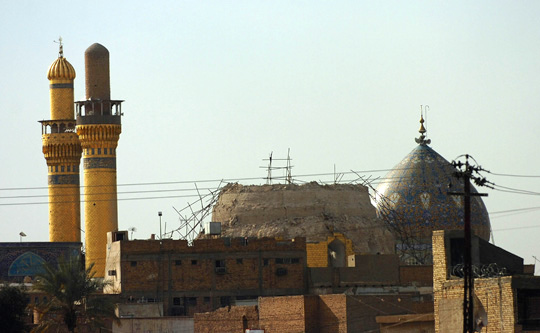
Mešita al-Askari v Samaře, jedno z nejposvátnějších míst šíitů, po útoku v roce 2006

Dne 22. února 2006 v 6:55 místního času bylo teroristy převlečenými za příslušníky iráckých speciálních sil odpáleno pět až sedm bomb v mešitě al-Askarí. Exploze mešitu silně poškodila a zničila její zlatou kupoli.
Šíité po celém Iráku vyjadřovali svůj hněv ničením sunnitských mešit a zabíjením desítek sunnitů. Náboženští vůdci na obou stranách vyzývali ke klidu a vyjadřovali své obavy, že by mohlo dojít k obávané občanské válce mezi šíity a sunnity.
Dne 2. března emigroval ředitel bagdádské márnice z Iráku se slovy: „7000 lidí bylo zabito eskadrami smrti v posledních měsících.“ Boston Globe napsal, že sektářské vraždy si v březnu 2006 vyžádaly osmkrát více obětí než teroristické útoky. Sektářskými milicemi bylo zabito 1313 lidí a při sebevražedných bombových útocích 173 lidí. LA Times napsaly, že okolo 3800 lidí bylo zabito při sektářském násilí v Bagdádu během prvních měsíců roku 2006. Během dubna 2006 bylo podle údajů z bagdádské márnice při sektářském násilí v hlavním městě zabito 1091 lidí. Povstalecká činnost, časté teroristické útoky a sektářské násilí vedly ke značné kritice amerického postupu v Iráku a k obavám ze zhroucení iráckého státu a vypuknutí občanské války. Tyto obavy vyjádřilo několik amerických think tanků a také americký velvyslanec v Iráku, Zalmaj Chálilzád.
Na začátku roku 2006 začala skupina amerických generálů ve výslužbě požadovat rezignaci amerického ministra obrany Donalda Rumsfelda kvůli výše zmíněnému chaosu, který v Iráku propukl a byl způsoben jeho stylem vedení resortu.

#### Květen 2006: Stálá irácká vláda se ujímá moci

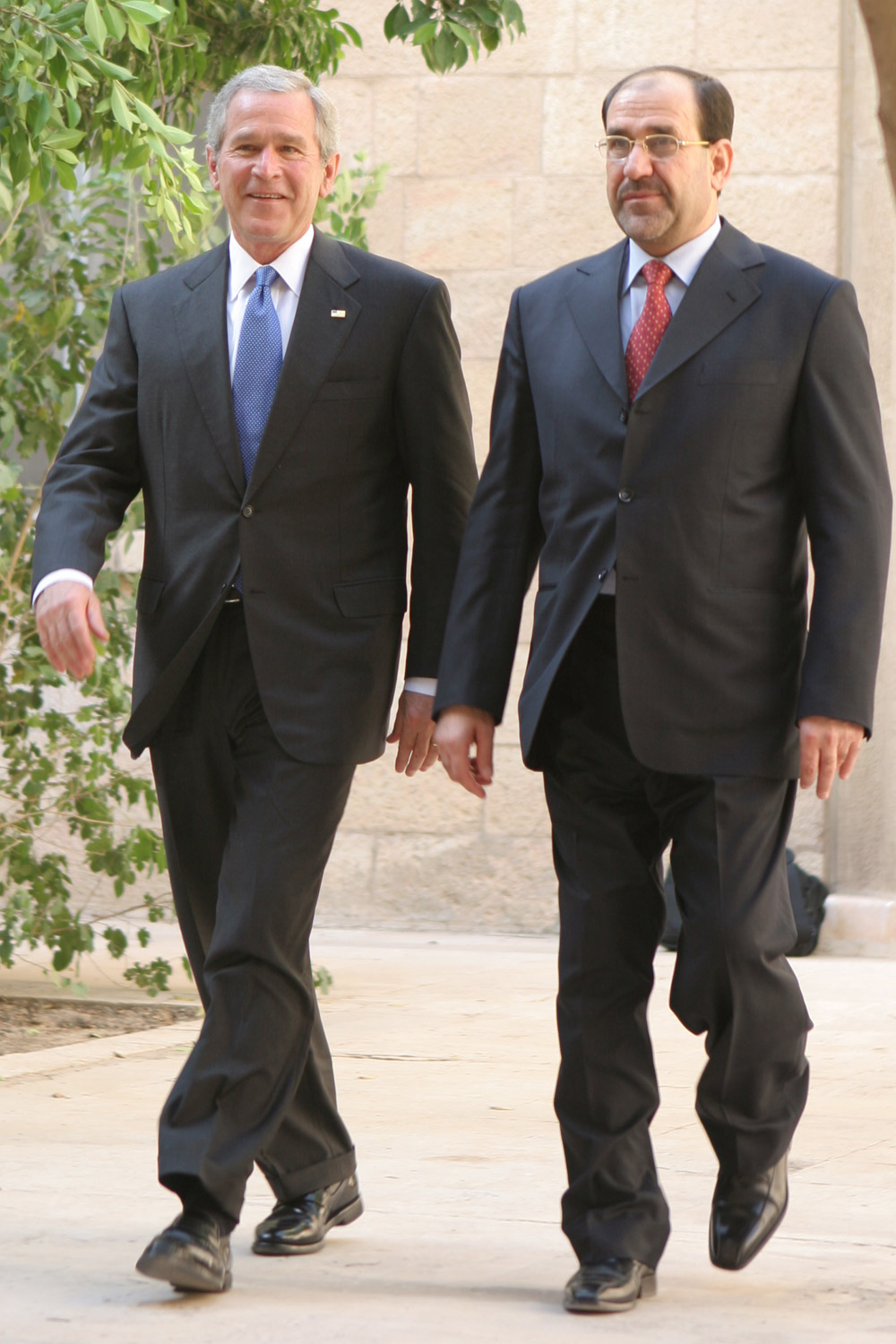
Núrí Málikí a George W. Bush, červen 2006

V návaznosti na volby v prosinci 2005 se nová irácká vláda se ujala moci 20. května 2006 poté, co ji schválilo Irácké národní shromáždění. Vláda nahradila přechodnou iráckou vládu, která spravovala zemi do doby než byla schválena regulérní vláda.

#### Podzim 2006: Nárůst sektářského násilí

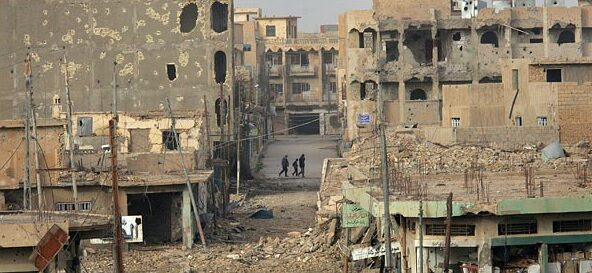
Město Ramádí poničené boji v roce 2006

V září 2006 informoval The Washington Post, že velitel mariňáků v Iráku napsal „nezvyklou tajnou zprávu“ podle které jsou perspektivy na zabezpečení provincie Anbár špatné a není prakticky nic, co by mohly americké síly udělat, aby tam zlepšily politickou a společenskou situaci.
Irák byl čtvrtý v seznamu neúspěšných států, který byl sestaven časopisem Foreign Policy a think tankem Fund for Peace. V čele seznamu byl Súdán.
Dne 10. září 2006, v rozhovoru pro americkou televizní síť CBS, prezident Bush uvedl, že nejtěžší část jeho práce je zapojit Irák do války s terorismem. V originále: "...one of the hardest parts of my job is to connect Iraq to the war on terror."
V říjnu 2006 oznámila americká armáda, že operace Together Forward s cílem zarazit vzestup násilí v Bagdádu selhala a šíitské milice pod vedením al-Sadra ovládly několik měst na jihu země.

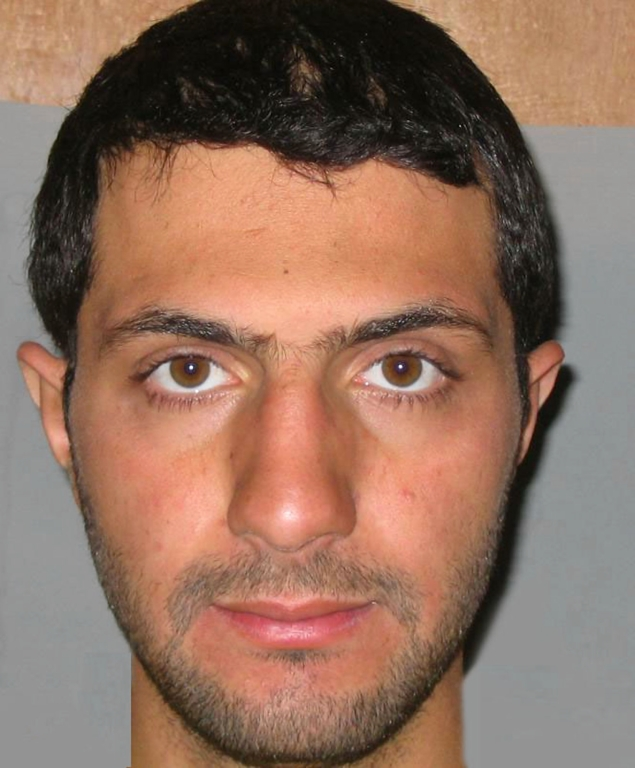
Fotografie bojovníka irácké odnože al-Káidy al-Džawláního po jeho zajetí Američany v Iráku v roce 2006

Dne 6. října byla časopisem The Lancet zveřejněna studie zabývající se úmrtností iráckého civilního obyvatelstva od začátku invaze: uvádí nárůst úmrtnosti z 5,5 na 13,3 ‰ a vyčísluje počet mrtvých civilistů do července 2006 v přímém důsledku války v Iráku na zhruba 650 000.

#### Listopad 2006: Změny v Pentagonu, útoky v Sadr City
Dne 7. listopadu 2006 ztratila Republikánská strana většinu v obou komorách Kongresu. Válka v Iráku byla uváděna jako jeden z hlavních důvodů prohry republikánů.
Dne 8. listopadu 2006 nabídl Donald Rumsfeld svou rezignaci na úřad ministra obrany. Prezident Bush na jeho místo jmenoval bývalého šéfa CIA, Robeta Gatese.
Dne 23. listopadu 2006 došlo k největšímu útoku od začátku války. Podle Associated Press zaútočili sunnitští bojovníci v bagdádském slumu Sadr City obývaném převážně šíity pěti auty naloženými výbušninami a dvěma sériemi minometné palby. Zabili 215 lidí a dalších 257 zranili. Šíité okamžitě odpověděli a vystřelili deset minometných projektilů na nejdůležitější sunnitskou mešitu Abú Hanífa, kterou těžce poškodili a zabili jednoho člověka. Další minomentné útoky zničily kanceláře Asociace muslimských učenců, nejdůležitější sunnitské organizace v Iráku. Útoky na sunnitské čtvrti si v západním Bagdádu vyžádaly podle policie 9 obětí a 21 zraněných.
Dne 28. listopadu 2006 se dostala na veřejnost další tajná zpráva Námořní pěchoty, potvrzující předchozí zprávu o stavu v provincii Anbár slovy: „Američtí a iráčtí vojáci 'již nejsou schopni vojensky porazit povstalce v provincii al-Anbár' a také 'takřka všechny vládní instituce od vesnic po provinční úroveň byly rozloženy, zcela zkorumpovány, nebo infiltrovány al-Kajdou v Iráku.'“

#### Prosinec 2006: Iraq Study Group a poprava Saddáma Husajna
Dne 6. prosince 2006 byla vydána zpráva, kterou vypracovala Iraq Study Group, v jejímž čele stáli bývalý ministr zahraničí James Baker a bývalý demokratický kongresman Lee Hamilton. Ve zprávě se píše, že „situace v Iráku je vážná a zhoršuje se“ a také, že „Spojené státy se zdají být chyceny v misi, která nemá žádný předvídatelný konec“. Zpráva obsahuje 79 doporučení; například zvýšit diplomatickou spolupráci s Íránem a Sýrií nebo zintenzivnit výcvik iráckých vojáků. Dne 18. prosince uveřejnil Pentagon zprávu, že na Američany a Iráčany je provedeno přibližně 960 útoků týdně, nejvíce od roku 2005, kdy začaly být zprávy o počtu útoků vydávány.
V prosinci také předaly koaliční síly správu nad první provincií irácké vládě, poprvé od začátku války.
Saddám Husajn, zajatý v prosinci 2003, byl 30. prosince 2006 popraven pro zločiny proti lidskosti.

### 2007: Vzestup počtu amerických vojáků

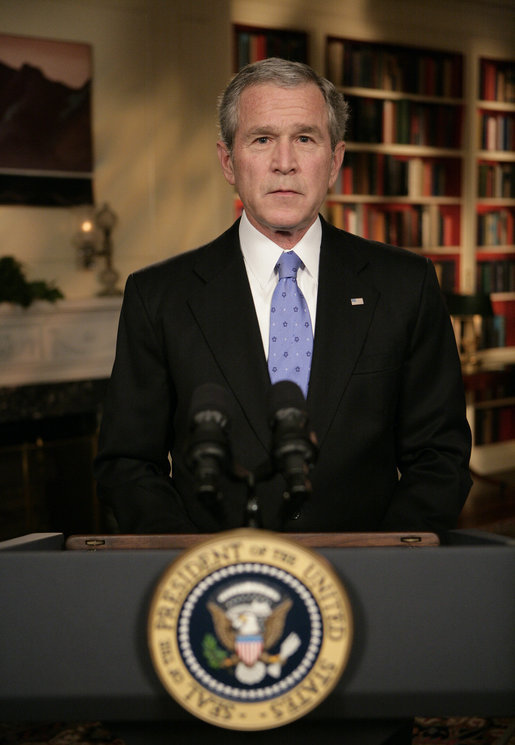
Prezident George W. Bush oznamuje novou strategii v Iráku z knihovny bílého domu, 10. ledna 2007.

10. ledna 2007 v televizním projevu americké veřejnosti navrhl Bush, aby do Iráku odletělo dalších 21 500 vojáků, program pracovních příležitostí pro Iráčany, více nabídek pro přestavbu a 1,2 miliard dolarů pro tyto programy. Na otázku, proč by jeho plán měl tentokrát fungovat, odpověděl: „Protože musí.“
V projevu kongresu z 23. ledna oznámil Bush „rozmístění posil dalších více než 20 000 vojáků a námořníků do Iráku“. Rok 2007 též znamenal ostré zvýšení bombových útoků povstalců, ve kterých byl použit chlór.

#### Zvýšené nároky na americké vojáky

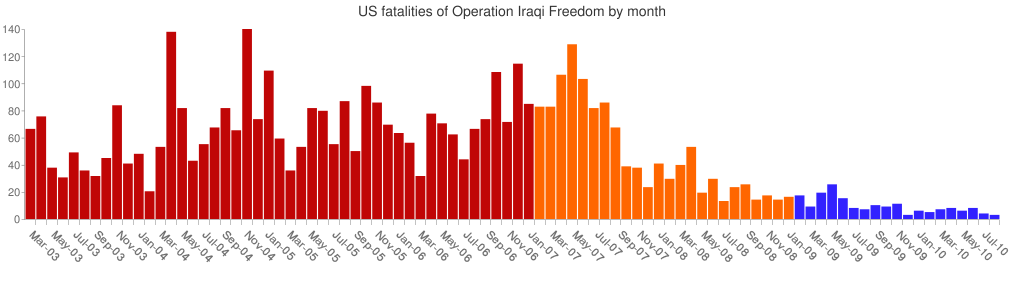
Graf úmrtí amerických vojáků v Iráku od března 2003 do července 2010

Udržování většího počtu vojáků ve světle vyšších ztrát na životech si vynutilo dvě změny ve strategii. Byly zvýšeny průzkumné pochody a bylo povoleno najímání dobrovolníků se záznamem v trestním rejstříku (Moral Waiver – zřeknutí se morální odpovědnosti). Obě tyto změny (podle očekávání) mohly být příčinou k častějším projevům násilí proti iráckým civilistům. Studie sponzorovaná obrannou sekcí popsala, že se zvyšující se délkou průzkumných pochodů se zvyšuje napětí, které živí projevy hněvu a neúctu k civilistům.

#### Bezpečnost

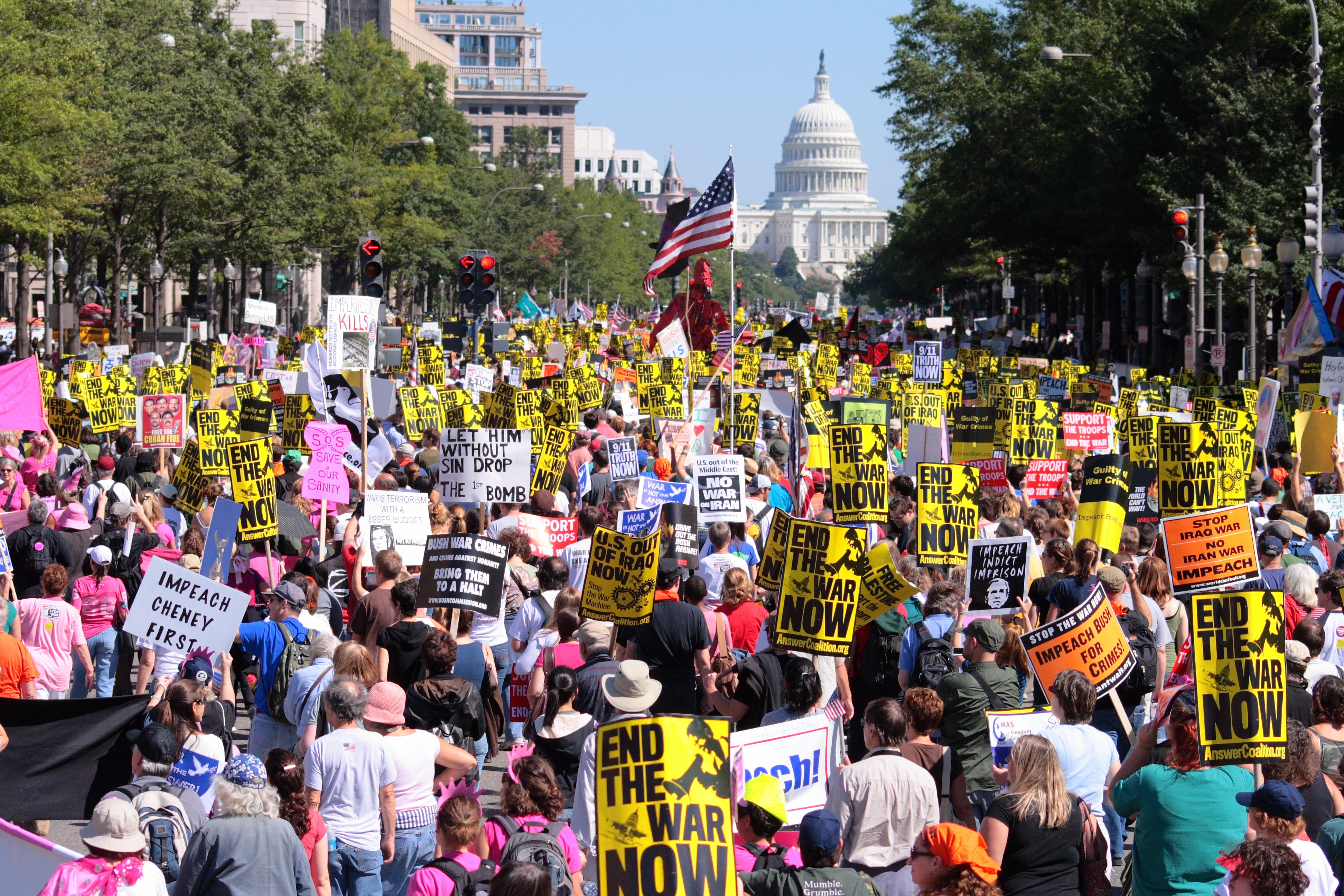
Demonstrace proti válce směřující před washingtonský Kapitol, 15. září 2007

Podle iráckých statistik počet teroristických útoků klesl od poloviny roku 2007 o 60 procent. USA v té době do Iráku vyslaly dalších 30.000 vojáků.

#### Průzkumy o stavu v Iráku

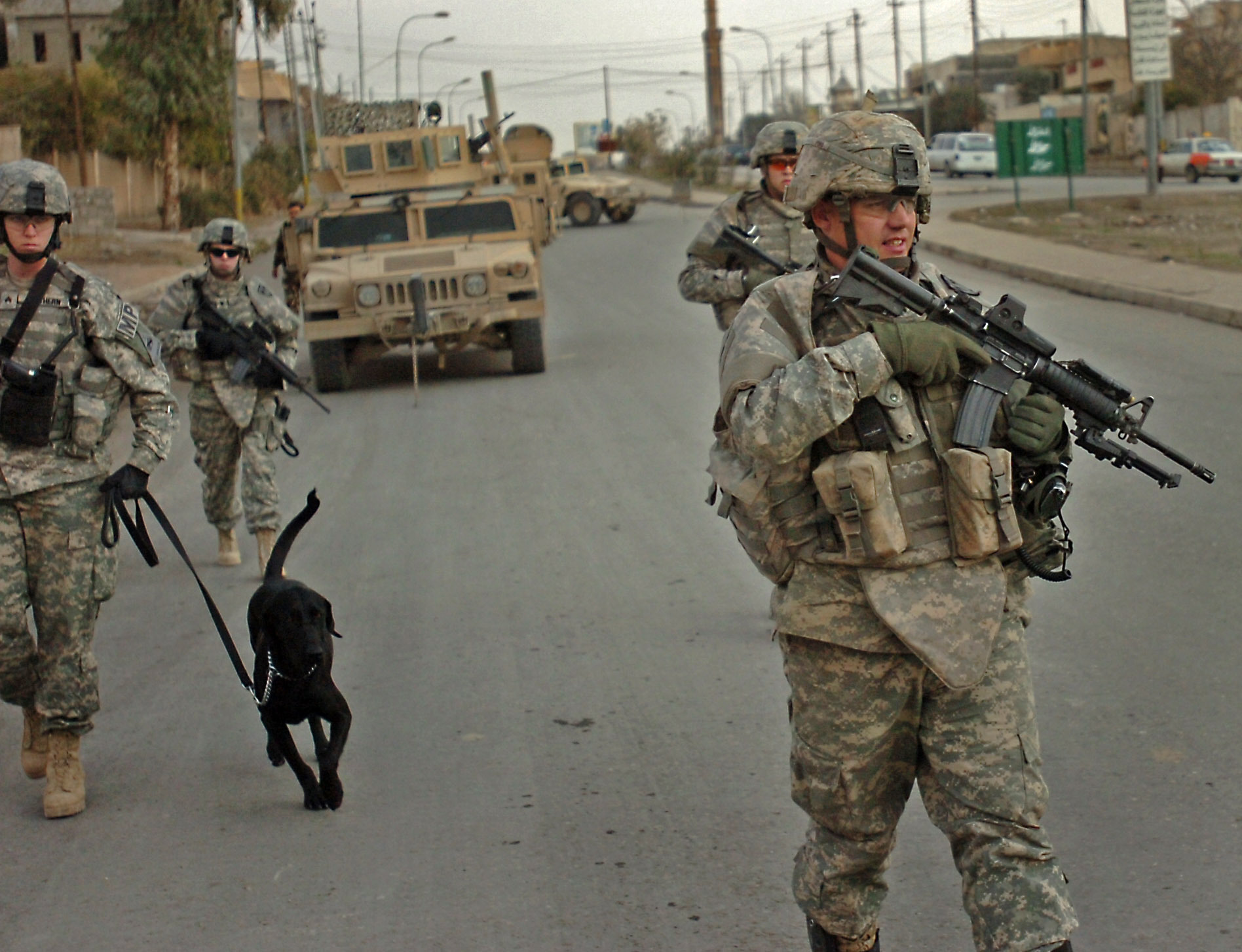
Američtí vojáci hlídkují v ulicích Mosulu a kontrolují projíždějící auta

Březnový průzkum více než 2 tisíc Iráčanů, vypracovaný BBC a třemi dalšími zpravodajskými organizacemi, zjistil, že 51 % populace považuje útoky na síly koalice za „akceptovatelné“ (v roce 2004 to bylo 17 % a v roce 2006 pak 35 %). Taktéž:
- 64 % popsalo ekonomickou situaci jejich rodiny jako poměrně nebo velmi špatnou (v roce 2005 – 30 %)
- 88 % popsalo dostupnost elektřiny jako poněkud nebo velmi špatnou (v roce 2004 – 65 %)
- 69 % popsalo dostupnost čisté vody jako poněkud nebo velmi špatnou
- 88 % popsalo dostupnost paliva pro automobily nebo vaření jako poněkud nebo velmi špatnou
- 58 % popsalo snahy o přestavbu v oblasti, kde žijí, jako poněkud nebo velmi neefektivní
- 9 % uvedlo, že v místě jejich bydliště nevidí zcela žádné náznaky poválečné rekonstrukce

Podle dalšího průzkum je počet obyvatel Iráku odhadován na 25 až 27 milionů. Z nich dva miliony uprchly po roce 2003 do zahraničí a další dva miliony jsou uprchlíky ve vlastní zemi. Počet iráckých uprchlíků roste každým měsícem o 40 až 50 tisíc. Podle Sary Flounders charakterizují situaci iráckého obyvatelstva následující údaje:
- 43 % Iráčanů žije v absolutní bídě. Nezaměstnanost dosahuje 50 %.
- 70 % Iráčanů nemá přístup ke zdravotně nezávadné vodě, 80 % nemá k dispozici fungující hygienické zařízení. Roste počet průjmových onemocnění a cholery kvůli znečištěné pitné vodě.
- 70 % iráckých dětí nechodí do školy
- Více než 40 % iráckých učitelů, inženýrů vodních staveb a lékařského personálu opustilo po roce 2003 zemi
- Roste počet iráckých žen, které se kvůli smrti manžela (otce), neúnosné hmotné nouzi a kvůli nemožnosti sehnat práci uchylují k prostituci. Podle Hany Ibrahímové z organizace Women's Will Association jde o 50 tisíc žen.

### 2008: Zlepšení bezpečnostní situace

#### Americké posily a změny strategie
Americký prezident George Bush přehodnocoval strategii. Usiloval o více peněz na válku a vyslání posil. Po Novém roce posílil americký kontingent o 30 tisíc vojáků na téměř 170 000 a v únoru začala velká bezpečnostní operace proti sunnitským vzbouřencům i šíitským milicím, která se vedle Bagdádu rozšířila i na odbojné provincie Dijála a Anbár. Počet násilností a obětí začal klesat. Větší počet vojáků si vynutil dvě změny ve vojenské strategii. Byly zvýšeny průzkumné pochody a bylo povoleno najímání dobrovolníků se záznamem v trestním rejstříku.

#### Předání moci Irácké vládě
Do října 2008 předali spojenci vládním složkám kontrolu nad více než dvěma třetinami provincií, včetně Anbáru.

### 2009: Změna v Bílém domě
G. Bush v roce 2009 odcházel z úřadu jako nejméně oblíbený prezident USA a svému nástupci předával nejvyšší dluh v dosavadních dějinách země. Do Iráku se jel rozloučit v prosinci 2008. Irácký novinář Muntadar Zajdí po něm na tiskové konferenci hodil obě své boty. Bush se vyhnul, Zajdí byl odsouzen ke třem rokům vězení.
Nový prezident Barack Obama před příchodem do úřadu sliboval, že američtí vojáci budou doma do 16 měsíců od jeho nástupu. Koncem února bylo jasné, že slib nesplní. Sdělil však, že většina ze 142 tisíc amerických vojáků z Iráku odejde do srpna 2010, zbytek pak do konce roku následujícího.

#### Ropné kontrakty
V prosinci 2009 provedla irácká vláda rozdělování kontraktů na těžbu ropy v největších nalezištích, kde se dosud netěží nebo kde je těžba omezena. Zástupci 44 zahraničních firem přijeli do Bagdádu za mimořádných bezpečnostních opatření - městem projížděli v opancéřovaných vozech s tmavými neprůstřelnými skly, podél cest hlídkovali vojáci a nad městem létala policejní helikoptéra. Klíčové jednání se uskutečnilo v budově iráckého Ministerstva ropného průmyslu, které bylo už několikrát terčem atentátů. Vláda však nakonec rozdělila jen dvě pole z původních pěti. Největší kontrakt, označovaný dokonce za "ropný kontrakt století" nakonec získala společnost Royal Dutch Shell spolu s malajsijskou společností Petronas. Tyto firmy získaly práva na průzkum a těžbu obrovského ropného pole Madžnún, které do této doby produkovalo pouhých 46 tisíc barelů denně. O Madžnún mělo zájem též konsorcium dalších dvou gigantů - francouzského Totalu a čínské státní společnosti China National Petroleum Corporation. Toto konsorcium dostalo kontrakt na těžbu z menšího pole Halfája, které obsahuje zhruba 4 miliardy barelů. Už v červnu získaly právo těžit na velkém poli Rumajlá u hranic s Kuvajtem CNPC a British Petroleum.

### 2011: Stažení zahraničních vojsk

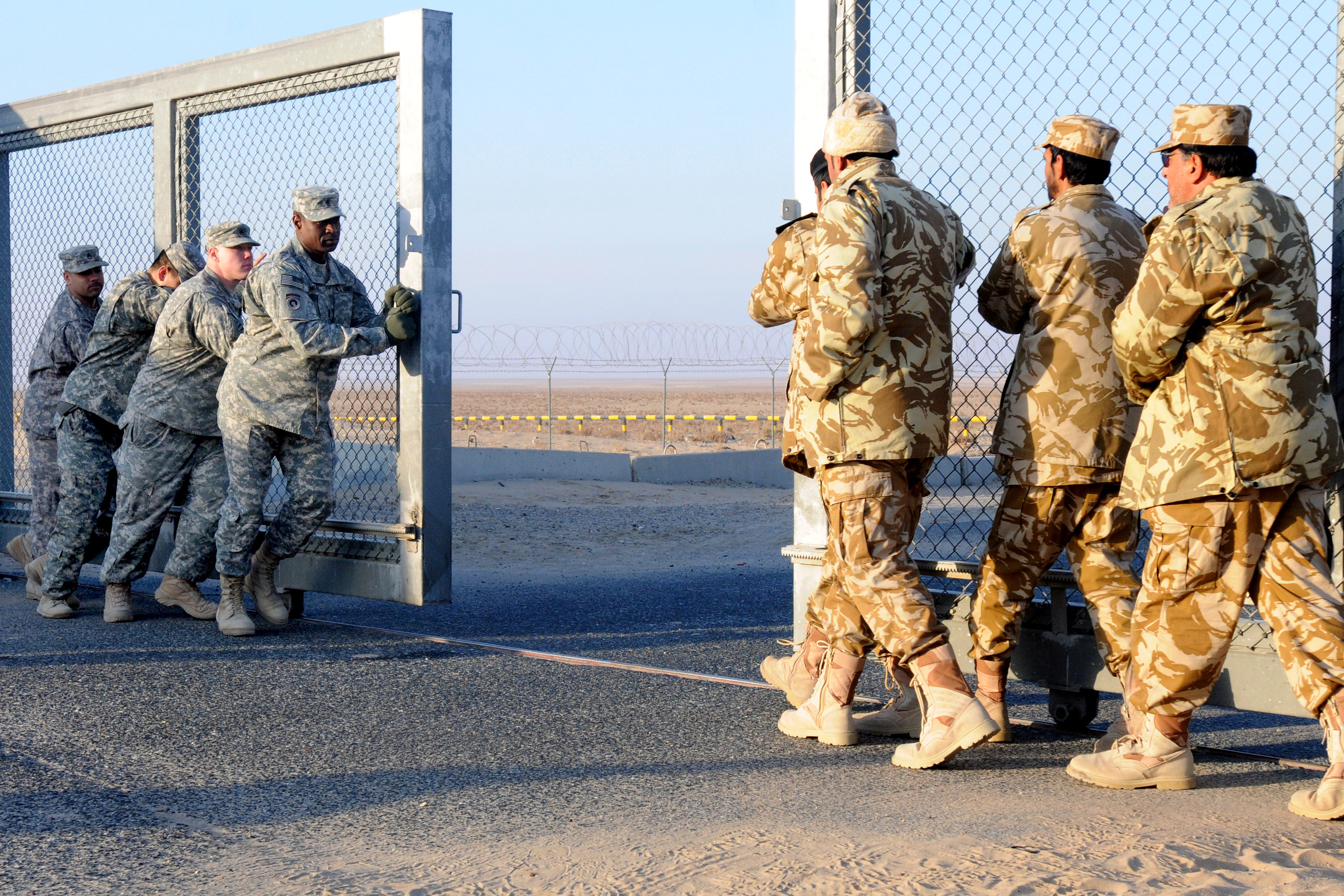
Američtí a kuvajtští vojáci zavírají bránu mezi Kuvajtem a Irákem 18. prosince 2011.

Zbývající američtí vojáci se stáhli z Iráku do konce roku 2011. V projevu oznámil prezident USA Barack Obama, že válka v Iráku po devíti letech končí. Washington se s iráckou vládou nedohodl na dalším působení svých vojáků v zemi.
„Byla to dlouhá válka, která byla pro Američany těžkým břemenem,“ řekl Obama s tím, že bylo od invaze do Iráku před osmi lety dosaženo mnoho úspěchů. „Al-Kajda v Iráku dostala zásadní úder, byla dostatečně navýšena kapacita irácké armády a nedávné provinciální volby byly dokladem a příslibem pokračující demokratizace země.“ Americká armáda se tedy stáhla z Iráku a ukončila zde svoji činnost v rámci této vojenské operace. Ceremoniální ukončení operací proběhlo 15. prosince v Bagdádu za přítomnosti ministra obrany Leona Panetty, poslední vojáci opustili irácké území 18. prosince.

## Irák po americkém stažení
Na těžbě ropy v poválečném Iráku se významně podílely americká korporace ExxonMobil a britsko-nizozemská ropná společnost Royal Dutch Shell. V roce 2022 měla na těžbu ropy v Iráku monopol vláda skrze iráckou státní společnost Iraq Petroleum Company.

### Odhady počtu obětí

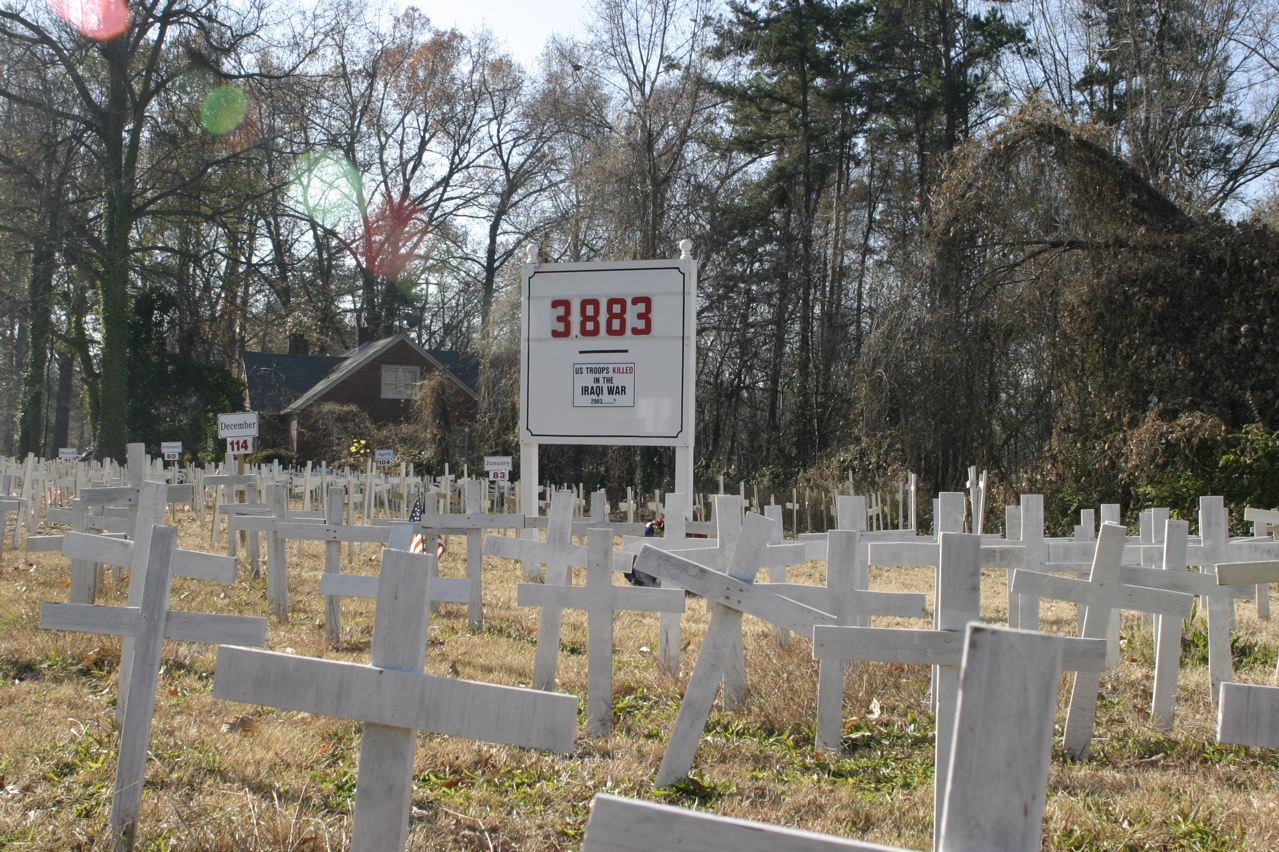
Památník v Severní Karolíně v prosinci 2007; americké ztráty možno vidět v pozadí

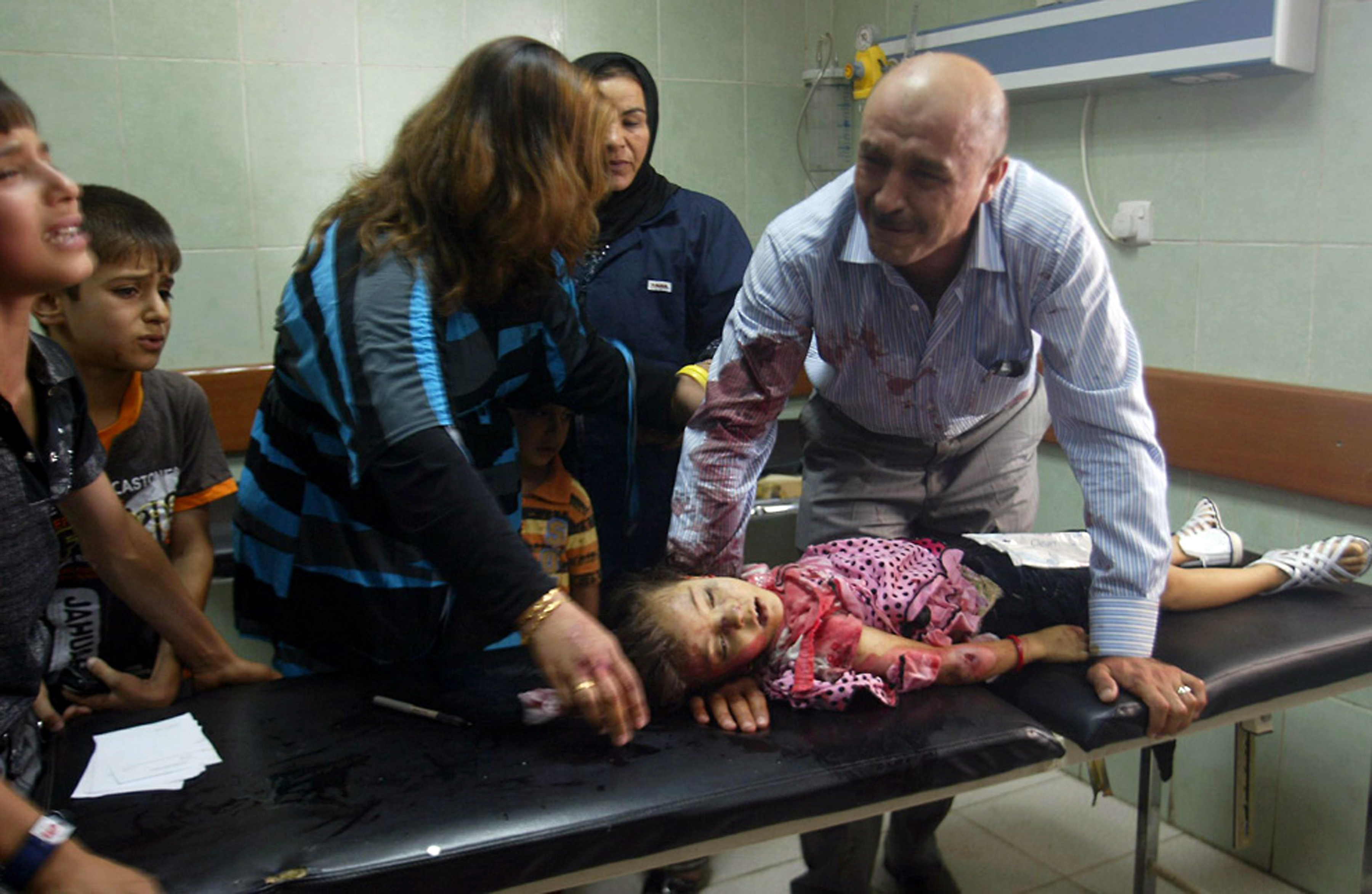
Irácká dívka zabitá při bombovém útoku

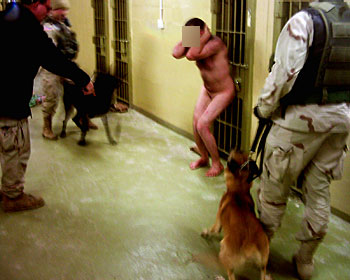
Mučení a ponižování iráckých vězňů ve věznici Abú Ghrajb

Studie akademiků ze Spojených států, Kanady a Iráku ve spolupráci s iráckým ministerstvem zdravotnictví v roce 2013 došla k závěru, že si dodnes válka v Iráku vyžádala 461 000 civilních obětí (nejen invaze, ale následná občanská válka trvající dodnes na části území). Příčinou většiny zaznamenaných úmrtí bylo násilí. Zhruba třetina úmrtí zaznamenaná studií byla s válkou v zemi spojena nepřímo. Jde například o případy, kdy měla žena potíže při porodu, ale nemohla opustit dům a vyhledat lékařskou pomoc kvůli bojům, když lidé vypili kontaminovanou vodu, anebo se pacient nedočkal pomoci v nemocnici, protože zaměstnanci byli zavaleni válečnými oběťmi, uvedla hlavní autorka studie Amy Hagopianová z Washingtonské univerzity.
Epidemiologové Les Roberts a Gilbert Burnham – autoři studie (sponzorované Georgem Sorosem), podle níž počet Iráčanů zemřelých následkem války činil v červnu 2006 přibližně 30 tisíc – publikovali 22. září 2007 článek s názvem Ignorance of Iraqi Death Toll No Longer an Option. Uvádí jej konstatováním, že podle průzkumu veřejného mínění z února 2007 si průměrný Američan myslí, že následkem války v Iráku zahynulo přibližně 9900 Iráčanů. Skutečnost je však dle nich asi stokrát horší. Nicméně studie, kterou publikovali a na níž se odvolávají, tzv. Lancet survey, vyvolala vlnu kritiky ze strany odborné veřejnosti. Nedůvěru vůči závěrům této studie po zveřejnění vyvolal fakt, že počet obětí uváděný v tomto průzkumu daleko převyšuje údaje, které jsou uváděny v jiných průzkumech provedených do té doby, podezření rovněž vzbudilo načasování publikace, neboť studie byla uveřejněna v době kampaně do prezidentských voleb. Mezi odbornou veřejností existují pochybnosti o správnosti použitých metod a dat, mimo jiné ohledně výběru použitého vzorku domácností a spolehlivosti předválečných statistik ze kterých se následně určoval počet „nadbytečných úmrtí“, tj. úmrtí vzniklých v důsledku války. Kritizován byl též interval spolehlivosti studie.
Vyjma studií zabývajících se průzkumy úmrtí, tj. využívajících při stanovování ceny války pouze kvalifikované odhady, existuje projekt britské nevládní organizace Iraq Body Count (IBC). Toto dílo je výsledkem úsilí dobrovolníků, povětšinou akademiků a aktivistů. IBC si vytyčil za úkol zmapovat násilná úmrtí, civilistů i ozbrojenců/vojáků, přičemž nejde o odhady, ale o detailně zdokumentovaná úmrtí. Své údaje čerpá z množství zdrojů, a to mediálních, oficiálních, zdravotnických a různých nevládních. V letech 2003–17 zdokumentoval přes 210 000 mrtvých, ať už zabitých přímo okupačními vojsky či iráckými bezpečnostními strukturami anebo zahynuvších v sektářských bojích a vůbec v důsledku rozpadu veřejné bezpečnosti.
Existuje též nezávislý projekt Iraq Coalition Casualty Count jenž vede separátní statistiku úmrtí koaličních vojáků a iráckých členů bezpečnostních složek. Tento projekt byl již citován médii jako je BBC, Washington Post, Associated Press či Voice of America. V současnosti dle tohoto počtu zemřelo 4804 členů ozbrojených sil. Vojáci Spojených států amerických tvořili asi 85 % koaličních sil, spolu s britskými vojáky pak asi 98 %.
Nejhorší období irácké kampaně se datuje mezi léta 2006–07, kdy se země zmítala ve spárech sektářského násilí mezi šíity a sunnity. Odhaduje se, že Spojenci ve válce zabili až 40 000 civilních obyvatel.

### Humanitární situace
Úřad Vysokého komisaře OSN pro uprchlíky v roce 2007 uvedl, že 1,7 milionu Iráčanů uteklo do zahraničí, především do Sýrie, a asi 2 miliony Iráčanů uteklo do jiné části země. V roce 2015 bylo v Iráku 4,4 milionů vnitřně vysídlených lidí, kteří museli opustit své domovy. Populace iráckých křesťanů klesla z 1,5 milionů v roce 2003 na 500,000 v roce 2015.
V roce 2017 vláda Spojeného království rozhodla, že přestane vyšetřovat válečné zločiny britských vojáků v Iráku.

### Náklady

Státy podílející se na invazi do Iráku
Státy, které podpořily invazi
Státy proti invazi
Státy s neoficiálním nebo nejasným stanoviskem

Podle Výzkumné služby Kongresu (Congressional Research Service) stála válka v Iráku od 11. září 2001 do července 2007 450 miliard dolarů. Náklady tak činí okolo tří čtvrtin z hlavních válečných kampaní Spojených států (Irák a Afghánistán). Na ty USA v současné době vyčleňují okolo 12 mld. dolarů měsíčně, resp. 720 milionů dolarů (asi 14 mld Kč) denně. 26. října 2007 provedl Kongres USA nový odhad, ve kterém obě válečné kampaně vyčíslil na 2,4×1012 dolarů. Na začátku března 2008 se k výdajům na válku v Iráku vyjádřil držitel Nobelovy ceny za ekonomii Joseph Stiglitz, který do nich započítal i dílčí útraty a další „opomíjená fakta“. Podle jejich publikace stojí válka Spojené státy měsíčně 16 mld dolarů a celkově bude stát 3 bilióny dolarů. Zbytek světa za ni zaplatí přibližně stejnou částku. Další bilión dolarů budou činit úroky z půjček, které USA zaplatí do roku 2017. Měsíční příspěvek jedné americké domácnosti na vedení války pak stanovil na 138 dolarů.
Americká KBR, která byla dceřinou společností korporace Halliburton, v jejímž čele byl do roku 2000 bývalý americký viceprezident Dick Cheney, získala v Iráku zakázky ve výši 40 miliard dolarů.

### Zákonnost invaze
Za nelegální označil invazi do Iráku generální tajemník OSN Kofi Annan, místopředseda britské vlády Nick Clegg, nebo tehdejší hlavní poradce britského ministerstva zahraničí Michael Wood. Chilcotova komise, která zkoumala britské zapojení do války v Iráku, dospěla v roce 2016 k závěru, že invaze do Iráku byla „neoprávněná“.

### Islámský stát
Podle některých expertů, včetně bývalých poradců britského premiéra Blaira, invaze do Iráku v roce 2003 napomohla k destabilizaci Iráku a ke vzniku Islámského státu. Bývalý americký ministr obrany a ředitel CIA Leon Panetta je toho názoru, že ke vzniku Islámského státu přispělo stažení amerických vojsk z Iráku prezidentem Obamou v roce 2011, čímž se v Iráku vytvořilo „vakuum“, které bylo vyplněno islamisty.